# Бразилія
Брази́лія (порт. Brasil; МФА: [bɾaˈziu̯]), офіційно Федерати́вна Респу́бліка Брази́лія (португальська República Federativa do Brasil, listenⓘ) — найбільша держава водночас Південної та Латинської Америки. Займаючи територію площею 8 511 965 км² і маючи населення 227 559 417 осіб, країна є п'ятою за розмірами у світі та шостою за кількістю населення. Столиця — Бразиліа, а найбільше місто — Сан-Паулу. До складу федерації входять союз 26 штатів та Федеральний округ. Найбільша країна, офіційною мовою якої є португальська, та єдина в усій Америці; це також одна з найбільш мультикультурних та етнічно різноманітних країн, причиною цьому є століття масової імміграції з усього світу, і одна з найбільш густонаселених католицьких країн у світі.
Межує на південному заході з Уругваєм, Аргентиною, Парагваєм і Болівією, на заході з Перу і Колумбією, на півночі з Венесуелою, Гаяною, Суринамом і Французькою Гвіаною, на сході омивається Атлантичним океаном.
Бразилію відкрив Педру Алваріш Кабрал 22 квітня 1500 року, приєднавши її до Португальської колоніальної імперії. Незалежність держава проголосила 7 вересня 1822 року як Бразильська імперія. 15 листопада 1889 року Бразилія стала республікою. Значний вплив на культуру країни зробила Португалія, колишня метрополія. Офіційною та практично єдиною розмовною мовою країни є португальська. За віросповіданням більшість бразильців є католиками, що робить Бразилію країною з найбільшим католицьким населенням у світі. 
Бразилія є одним із засновників Організації Об'єднаних Націй, Великої двадцятки, BRICS, Союз південноамериканських націй, Меркосура, Організація Американських Держав, Співдружності португаломовних країн.
Національна збірна з футболу є п'ятиразовим чемпіоном світу. З 12 червня по 13 липня 2014 року в Бразилії був проведений Чемпіонат світу з футболу 2014. Також у Ріо-де-Жанейро відбулися Літні Олімпійські ігри 2016.

## Походження назви
Офіційна назва — Федеративна Республіка Бразилія (порт. Republica Federativa do Brasil). Назва країни Бразил (порт. Terra do Brasil) походить від назви сандалового дерева цезальпінії шипуватої (Caesalpinia echinata) з жовто-червоною деревиною, що використовувалася на той час у фарбуванні — «бразил», або «фернамбук». Першим Бразилію для європейців відкрив португальський мореплавець Педру Алваріш Кабрал у 1500 році, який за традицією того часу дав нововідкритій землі релігійну назву Земля Істинного Хреста (порт. Terra do Vera Cruz), яку незабаром змінили на Земля Святого Хреста (порт. Terra do Santa Cruz). Закріпленню назви Бразил сприяло і те, що в Європі з XIV століття був відомий міфічний острів Бразил, що лежить десь в Атлантичному океані та належить до числа так званих «мандрівних» (подібно до Антильських островів, названих на честь мандрівного острова Антилія).

## Історія

### Доколумбова епоха
Найдавнішими залишками людини на території Бразилії є фрагменти черепа молодої жінки Лузії, знайдені в печері Лапа-Вермелья, у штаті Мінас-Жерайс, вік яких складає до 11 тисяч років тому (9 тисяч років до н. е.). Подібний вік мають декілька скелетів, знайдені в Національному парку Серра-да-Капівара. Найдавніша кераміка та глиняний посуд, датований 6 тис. років до н. е., були знайдені в басейні річки Амазонки, що свідчить про складну доісторичну культуру, а їх еволюція стилів  — про міграцію та заміну народів.
До прибуття європейців населення Бразилії становило приблизно 7 млн осіб. Розкопки на усій території вказують, що рівень розвитку населення Бразилії не був високим та залишався на стадії неоліту, а корінні жителі вели напівкочовий спосіб життя. До найбільших корінних народів Бразилії були Тупі, Макро-же, Араваки, Кариби. У зв'язку з різними мовними, культурними та іншими переконаннями постійно вели війни один з одним.

### Колоніальний період

Одна з перших карт Бразилії, складена португальськими дослідниками у 1519

Бразилія відкрита в 1500 португальською експедицією на чолі з Педру Альварісом Кабралом. Протягом наступних трьох століть ця територія була населена португальцями і стала важливим експортером спочатку декоративних порід деревини, потім цукрової тростини, кави й, нарешті, золота. Важливим джерелом трудових ресурсів були раби, спочатку з-поміж поневолених індіанців, а після 1550 переважно з завезених африканців.
У 1808 королева Португалії Марія I і принц-регент, майбутній король Португалії Жуан VI, рятуючись від армій Наполеона що наступали, разом з королівським сімейством, дворянством і урядом перемістилися до Ріо-де-Жанейро, адміністративного центру Бразилії. У цьому переїзді брав участь і британський уряд, який добився для себе привілеїв у торгівлі та різними засобами зберігав їх протягом довгого часу.
Хоча Жуан VI повернувся до Португалії в 1821, під час свого правління у Ріо-де-Жанейро він підняв статус Бразилії до королівства, рівного Португалії. Принц-регент Педру (у майбутньому імператор Бразилії Педру I та король Португалії Педру IV) проголосив незалежність 7 вересня 1822 року, засновуючи незалежну Бразильську імперію. Оскільки корона залишилася в руках дому Браганса, цей акт радше був розділом Португальського королівства на дві частини, ніж рухом за незалежність, який протікав приблизно у той же час на решті території Америки.

### Незалежність

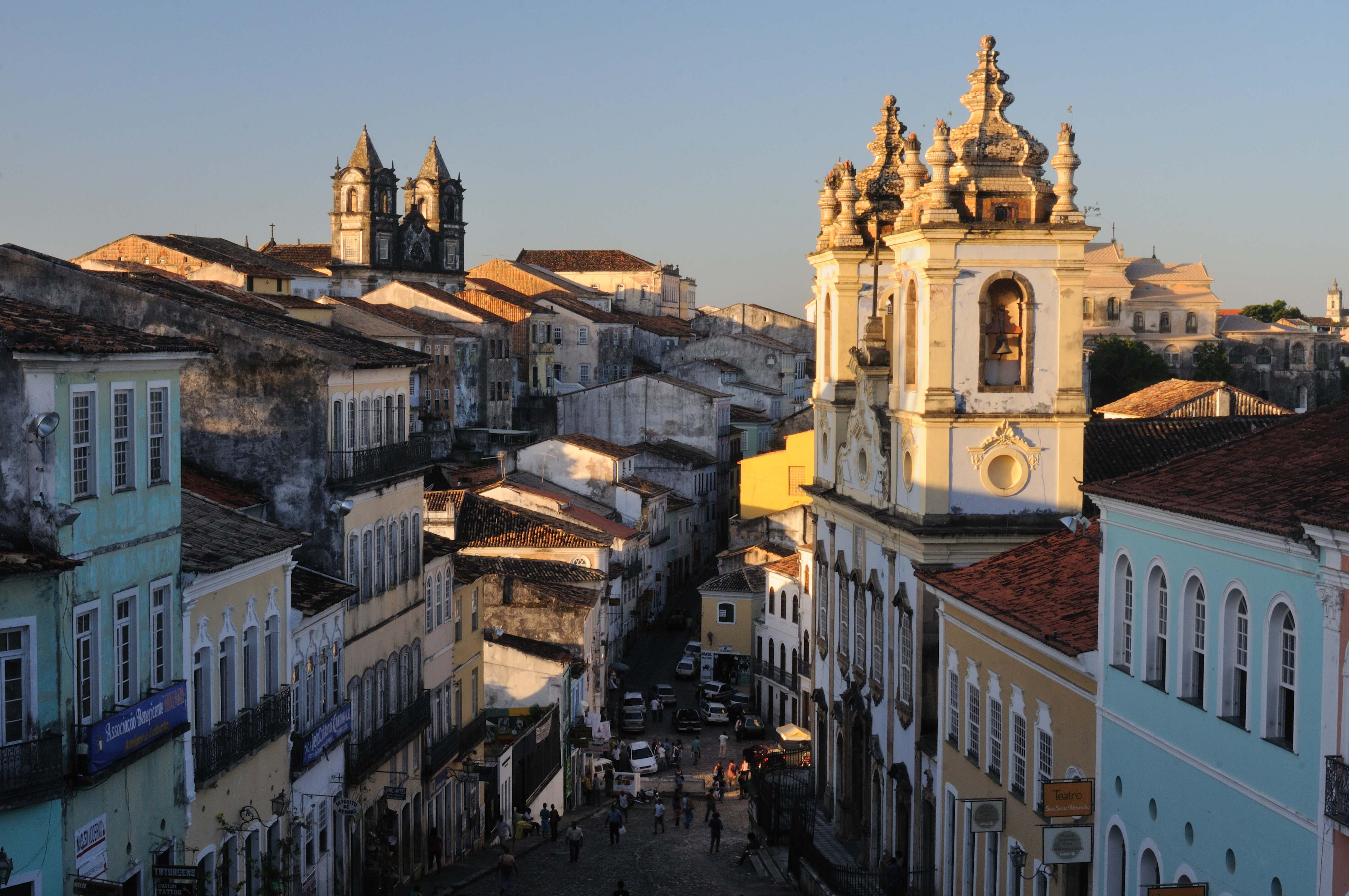
Салвадор — третє за населенням місто Бразилії та столиця колоніальної Бразилії до 1763

Бразильська імперія теоретично була досить демократичною системою, хоча на практиці імператор мав значну владу. Першим імператором був Педру I, який правив у 1822—1831, коли він зрікся престолу через складну ситуацію та сильні сепаратистські рухи в країні. Але імперія була знову об'єднана під владою його сина, імператора Педру II.
Рабство скасовано в 1888 році у «Золотому законі», затвердженому принцесою Ізабеллою за час відсутності імператора. Цей крок та інтенсивна імміграція з Європи створили підставу для індустріалізації.
В останні роки свого існування імперія занурилася в глибоку політичну та військову кризу. В результаті, щоб уникнути громадянської війни, Педру II 15 листопада 1889 року зрікся трону, після чого проголошена федеративна республіка (офіційно «Республіка Сполучених Штатів Бразилії»), першим президентом якої став фельдмаршал Деодору да Фонсека.

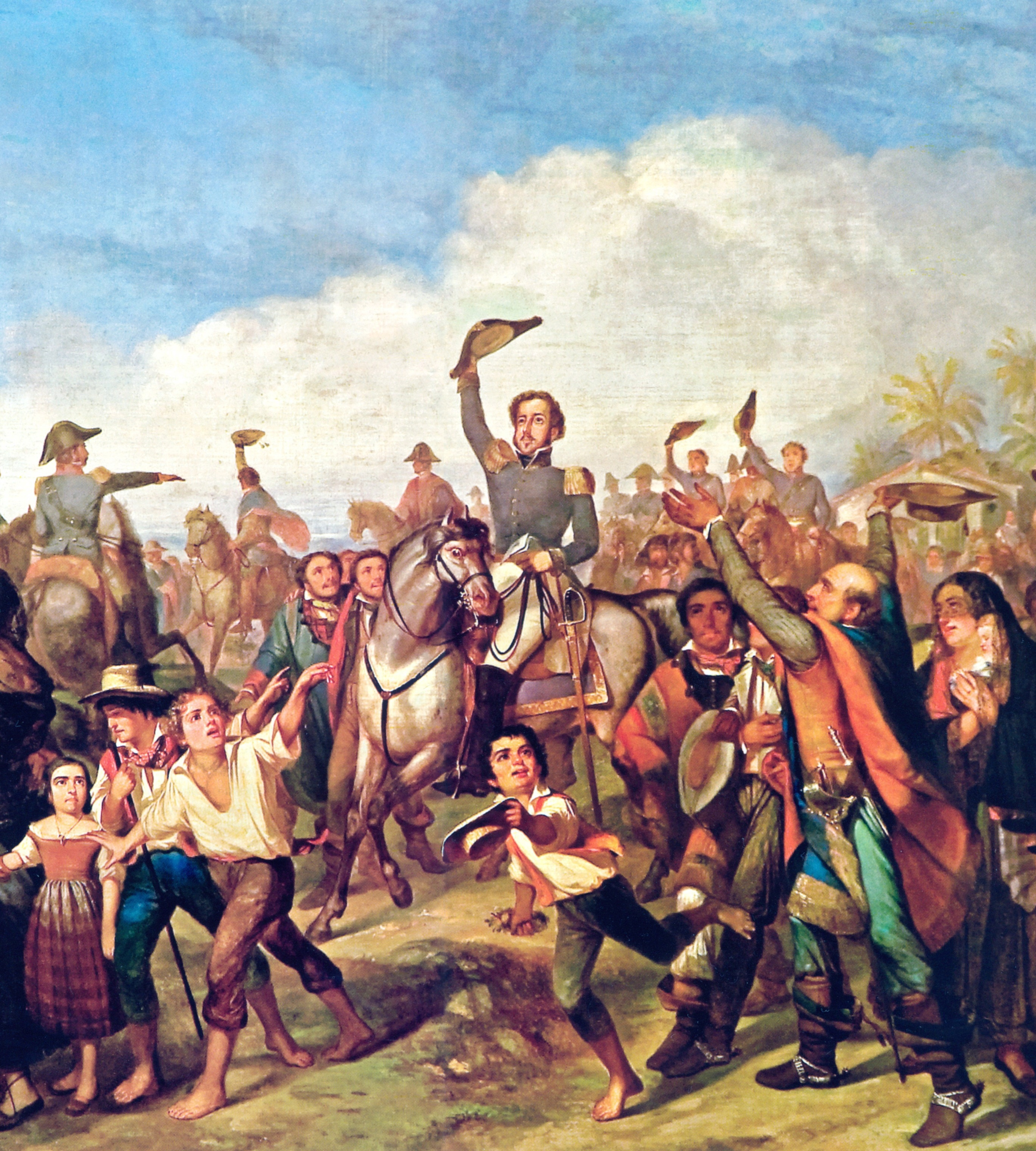
Р. Моро. «Проголошення незалежності Бразилії Педру I»

Наприкінці 19-го — на початку 20-го століття до Бразилії переїхали понад 5 мільйонів європейських і азійських (особливо японських) іммігрантів. У цей період значно піднялася бразильська промисловість, відчутно розвинулися її внутрішні райони. Бразильська демократія тричі переривалася диктатурами — у 1930–1934 і 1937—1945, під владою Жетуліо Варгаса, і 1964—1985, під владою ряду генералів, призначених армією за допомогою США.
Починаючи з 1985 Бразилія розглядається як демократія під владою виборного президента. Цей статус підтверджений на референдумі 1993, коли більшість виборців обирали між президентською та парламентською системами, а також вирішили не відновлювати конституційну монархію.
Ключова особливість демократії в сучасній Бразилії — існування яскравого та активного громадянського суспільства. Суспільні організації активно борються за права людини, рівність статей та економічну справедливість.

### Епідемія коронавірусу
COVID-19 вперше підтверджений в Бразилії 25 лютого 2020, після того, як 61-літній чоловік із Сан-Паулу, котрий повернувся із Ломбардії (Італія), дав позитивний результат на вірус.

## Географія

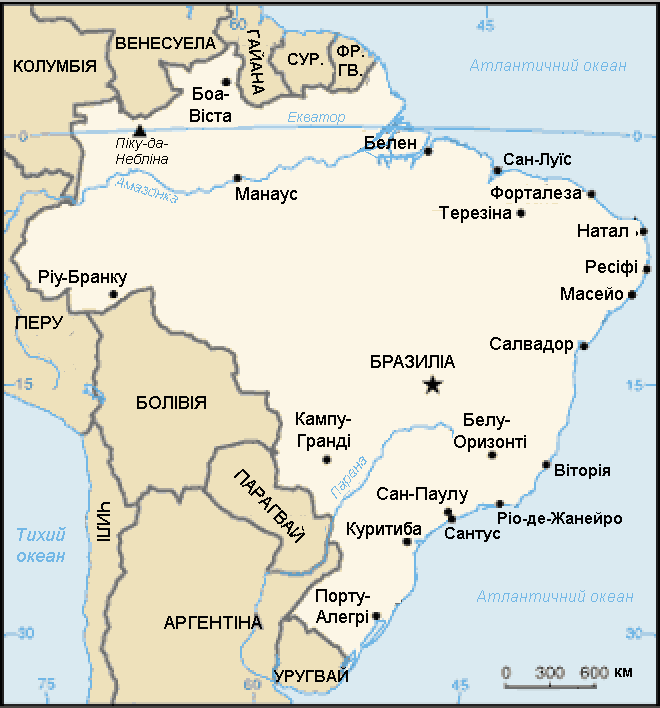
Карта Бразилії

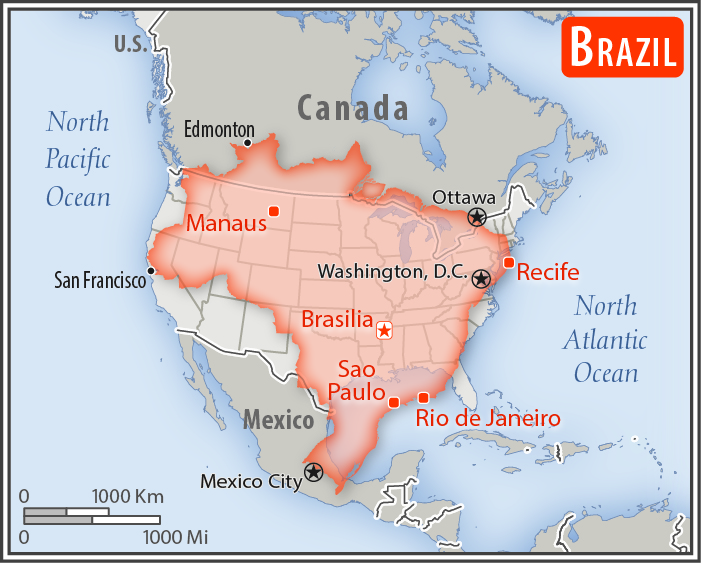
Порівняння розмірів території Бразилії та США

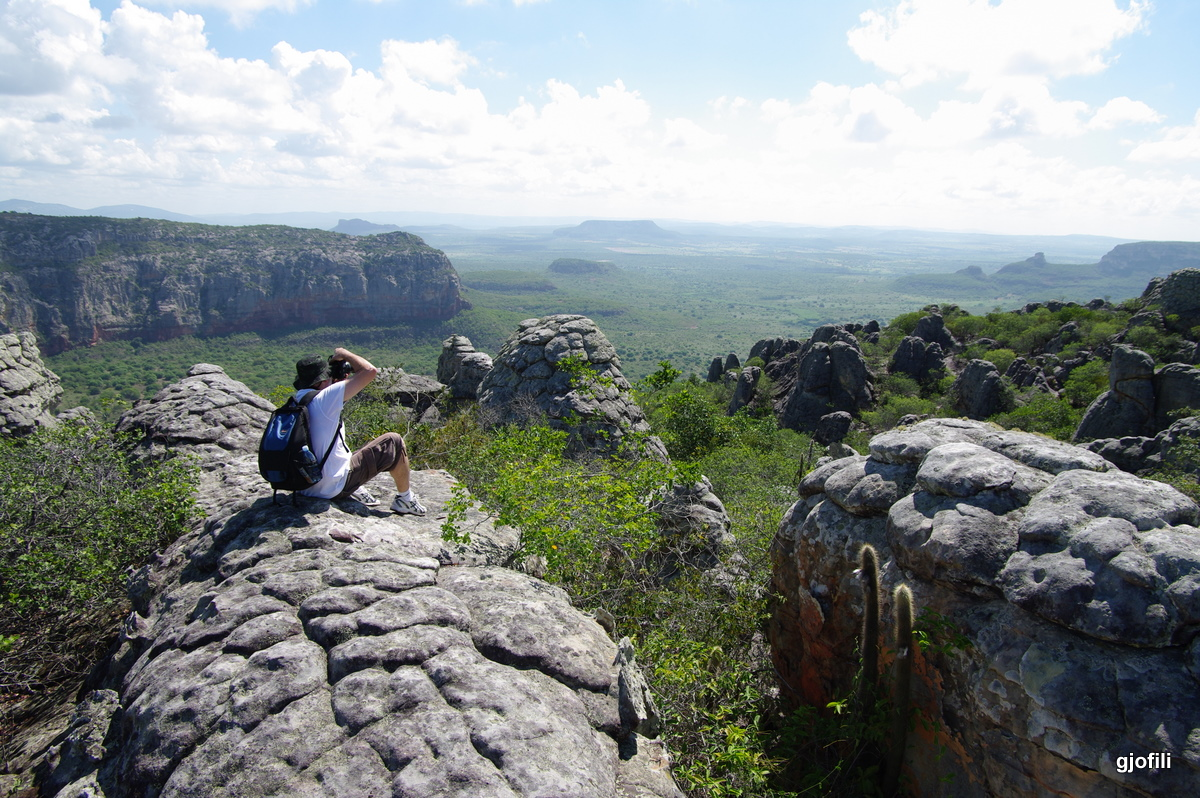
Національний парк Катімбау, розташований в беккантрі / пустелі штату Пернамбуку, має записи на археологічні пам'ятники та наскельні малюнки, датовані принаймні 6000 років

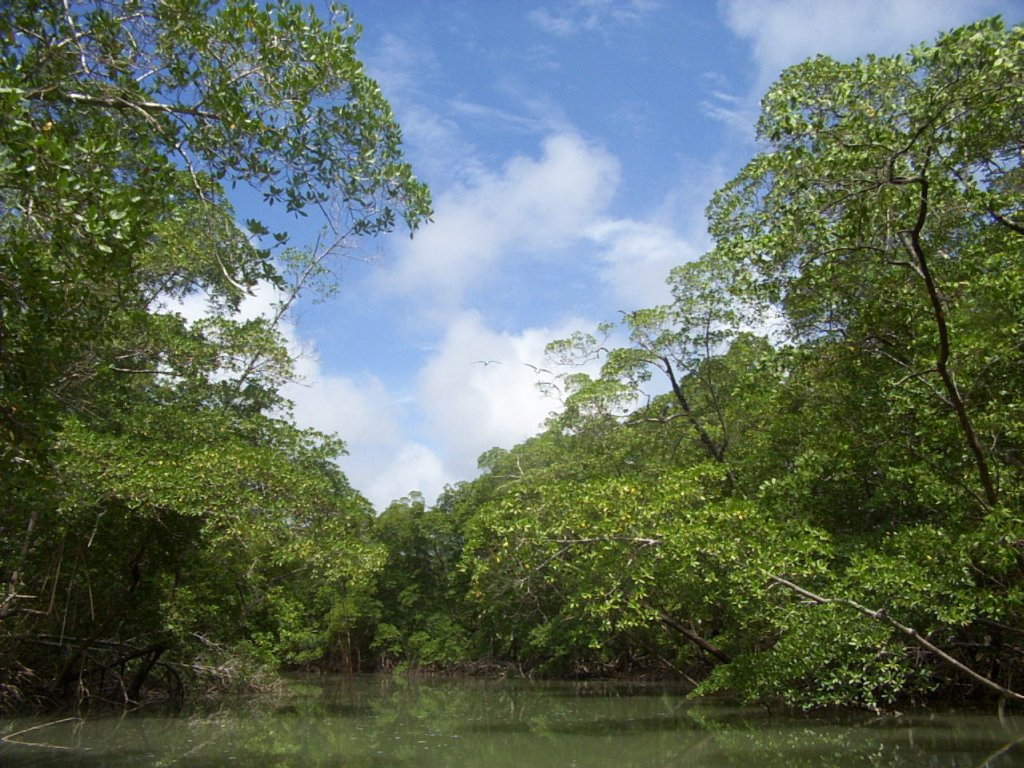
Річка в джунглях Амазонії

### Географічне положення
Бразилія — найбільша держава Латинської Америки, що займає майже половину континенту. На півночі межує з Венесуелою, Гаяною, Суринамом, Французькою Гвіаною, на півдні — з Уругваєм, на заході — з Аргентиною, Парагваєм, Болівією і Перу, на північному заході — з Колумбією. На півночі й сході омивається водами Атлантичного океану. Довжина узбережжя — 7491 км. Територія — 8511,996 тис. км²., що становить 5,7 % від усього суходолу світу. Бразилія — п'ята за величиною країна світу (після Росії, Китаю, Канади та США).

### Рельєф
Північну половину Бразилії займає широка Амазонська низовина (Амазонія) — глибокий тектонічний прогин, заповнений осадовими породами. На півночі вона поступово переходить у горбисті цокольні рівнини південної частини Гвіанського нагір'я (висота 150—700 м, окремі вершини до 1200 м), обрамлені уздовж державного кордону крутими урвищами гірських ланцюгів Серра-ду-Імері (найвища вершина — Піку-да-Небліна — 2994 м), Серра-Паріма і Серра-Пакарайма (найвища вершина — гора Рорайма — 2772 м). Майже всю решту території країни займає Бразильське нагір'я, що підвищується до півдня та південного сходу і круто обривається до вузького краю берегової Приатлантичної низовини. Крайові брилові масиви Серра-ду-Мар, Серра-да-Мантикейра та інші сягають висоти до 2890 м (гора Бандейра). На захід від приатлантичних масивів і залишкового кряжа («бразилід») — Серра-ду-Еспіньясу на місці тектонічних западин розкинувся пояс пластових і моноклінно-пластових рівнин (лавове плато Парани й інші). У центрі й на півночі переважають цокольні плоскогір'я і рівнини, що чергуються з плато — шападами. На заході на територію Бразилії заходить акумулятивна низовина верховин річки Парагвай — Пантанал.

### Клімат
Для більшої частини території Бразилії характерний теплий тропічний клімат. Середні місячні температури коливаються від 16 до 29 °C; лише на високих східних масивах середня температура липня від 12 до 14 °C; можливі заморозки. Але режим опадів і типи клімату різні. На заході Амазонії екваторіальний вологий клімат (2000-3000 мм опадів на рік, амплітуди середніх місячних температур 2-3 °C), на сході Амазонії та прилеглих пологих схилах Гвіанського і Бразильського нагір'їв — субекваторіальний з посушливим періодом до 3-4 місяців (1500—2000 мм опадів, на узбережжі близько 3000 мм на рік). У центрі Бразильського плоскогір'я і Пантаналі — субекваторіальний вологий клімат (1400—2000 мм опадів на рік) з великими амплітудами температур (особливо крайніх — до 45-50 °C); на північному сході плоскогір'я кількість опадів знижується до 500 мм і менше на рік, а дощі випадають вкрай нерегулярно: це район частих і тривалих посух. На східній околиці клімат тропічний пасатний, жаркий і вологий, з коротким посушливим сезоном. На півдні плоскогір'я постійно вологий клімат, тропічний на плато Парана і субтропічний у піднесених східних районах до півдня від 24° південної широти.
14 листопада 2023 року, за даними Національного інституту метеорології (Inmet), у Ріо-де-Жанейро було побито рекорд спеки, де повітря прогрілося до 58,5 °C.

### Водні ресурси
Країна має величезні водні ресурси, про що свідчить наявність на її території найповноводнішої річки світу — Амазонки, повноводної та довгої річки Сан-Франциску, акумулятивної річки Парагвай та їх численних приток та ін.
Великий гідроенергетичний потенціал мають річки Бразильського плоскогір'я, що пояснюється наявністю багатьох порогів та водоспадів.
Річкова мережа Бразилії надзвичайно густа. Вся північна і частково центральна частина країни зрошується системою річок басейну Амазонки. На півдні та південному заході річки несуть свої води до Парагваю та Парани. На сході Бразилії тече річка Сан-Франциску. Великих озер у країні немає.

### Лісові ресурси
Бразилія є найбільшою у світі країною тропічних лісів, будучи достатньо забезпечена лісовими ресурсами. За запасами твердої деревини Бразилія посідає перше місце в світі. Північна й західна частина країни вкриті екваторіальними вічнозеленими лісами. На Бразильському плоскогір'ї поширені листопадно-вічнозелені ліси. У центральній частині плоскогір'я розташована савана з дрібними деревами та чагарниками. На півдні завдяки рівномірному зволоженню ростуть вічнозелені листяні та мішані ліси. Починаючи з 2019 року у пріоритетах політики новообраного президента Бразилії Жаїра Болсонару проводиться політика знеліснення включаючи масове відкриття заповідних територій для потреб сільського господарства, видобутку корисних копалин. Зміни щодо декриміналізації знеліснення були закріплені законодавчо, що посилило політичне протистояння у суспільстві, посилило зовнішньополітичний тиск на країну зі сторони країн ЄС.

### Внутрішні води

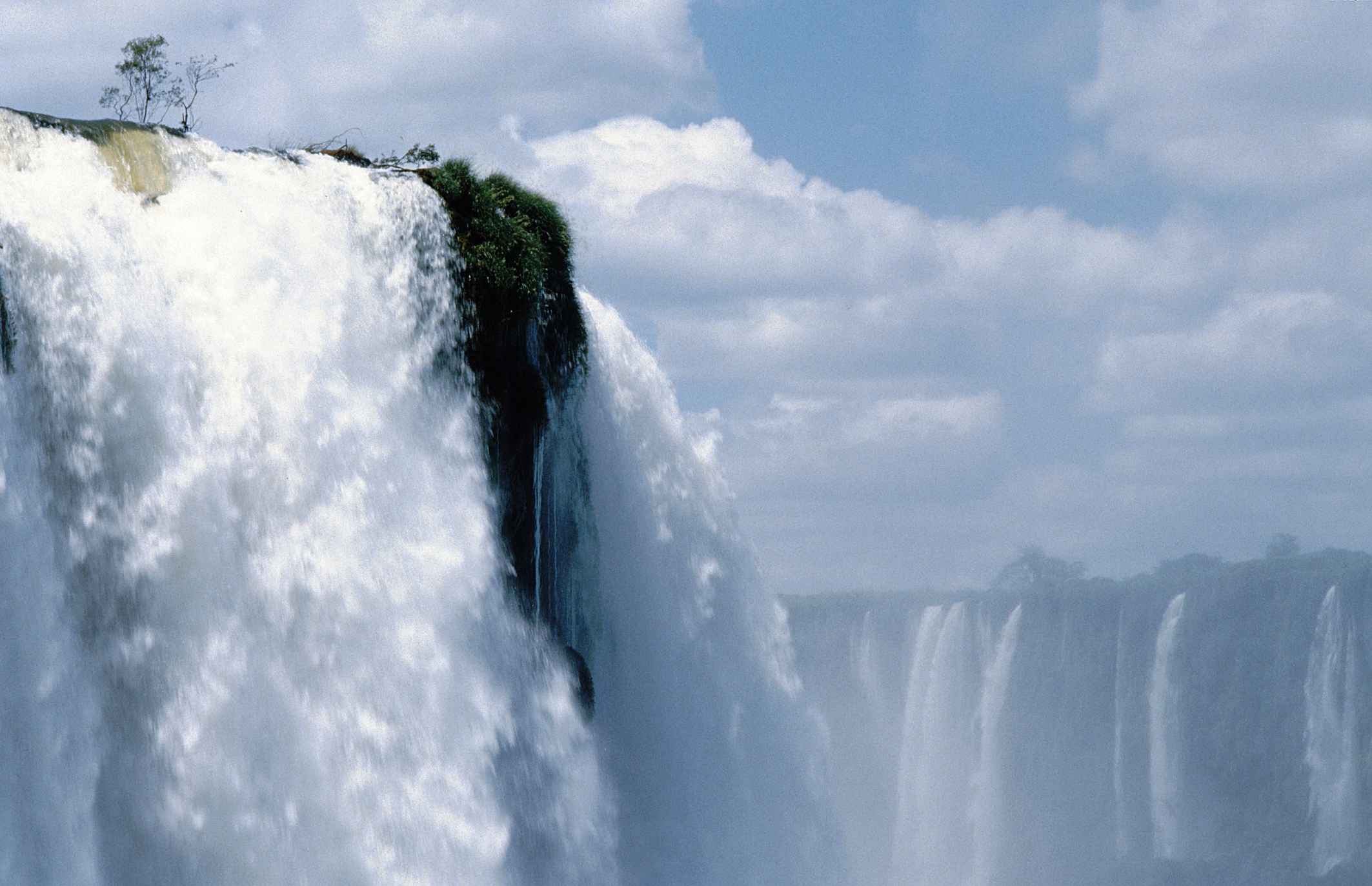
Водоспад Іґуасу.

Територія країни вкрита дуже густою річковою мережею. Уся Амазонія, південь Гвіанського і північна частина Бразильського плоскогір'їв зрошуються системою річки Амазонка; південь Бразильського плоскогір'я — системами річок Уругвай і Парана, захід — притокою Парани — річкою Парагвай, схід належить до басейну річки Сан-Франсиску, північно-східна і східна окраїни плоскогір'я зрошуються короткими річками, що впадають безпосередньо в Атлантичний океан (найбільша р. Парнаїба). Лише Амазонка зі своїми західними та східними притоками повноводна протягом усього року і судноплавна. Усі річки Бразильського плоскогір'я (крім річок крайнього півдня) мають різкі коливання витрат води з бурхливими паводками (звичайно влітку), відзначаються порогами і водоспадами (у тому числі Ігуасу на однойменній притоці Парани, Урубупунга і Сеті-Кедас — на Парані, Паулу-Афонсу — на Сан-Франсиску), мають великі запаси гідроенергії, але судноплавні лише на коротких ділянках, за винятком Парнаїби та Сан-Франсиску.

### Ґрунти та рослинність

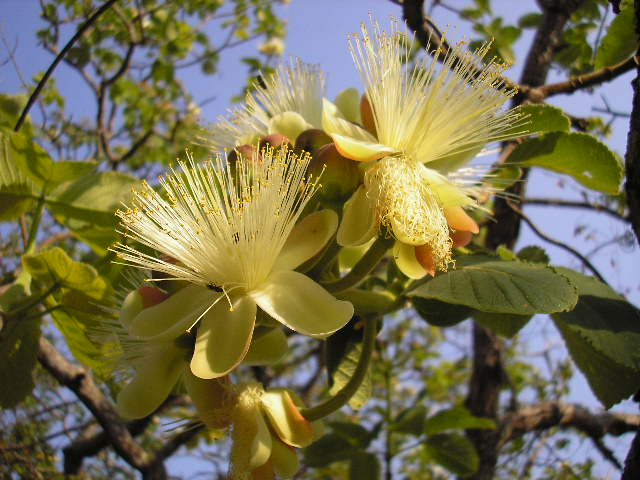
Квітки Пекі (Caryocar brasiliense): популярного фрукта, що росте у серрадо.

У Бразилії переважають ліси на червоноколірних латеритних (фералітних) ґрунтах. За запасами твердої деревини Бразилія займає перше місце у світі. Густі вологі екваторіальні вічнозелені ліси — гілеї, або сельва, з коштовними видами дерев (понад 4 000 видів) займають західну частину Амазонії; під ними розвинуті підзолисті латеритні ґрунти. На сході розташовані низовини, уздовж узбережжя тягнеться смуга атлантичних лісів. На невисоких схилах, що обрамляють Гвіанське і Бразильське плоскогір'я, у зв'язку з наявністю посушливого сезону, поширені листопадно-вічнозелені ліси, а в ґрунтах процес підзолення виражений слабше та мінливо. Подібні типи ґрунтів і рослинності, але з проявом висотної поясності, властиві східним, навітряним і високим схилам та масивам Бразильського плоскогір'я; їхні західні схили одягнені переважно сезонно вологими лісами. Центральна частина плоскогір'я зайнята саваною (кампос) на червоних латеритних ґрунтах, місцями зі щільною корою — кангою: найпоширеніші чагарникові мілкодеревні савани — серрадо; уздовж річок простягаються галерейні ліси, у яких особливо коштовна коперникова пальма карнауба. На сухому північному сході плоскогір'я — напівпустельне рідколісся (каатинга) із ксерофітних і сукулентних дерев та чагарників, на червоно-коричневих і червоно-бурих ґрунтах. На рівномірно вологому півдні знову з'являються вічнозелені листяні й змішані ліси з хвойної бразильської араукарії з вічнозеленим листяним підліском (у тому числі з «парагвайського чаю» — йерба-мате) на червоноземних ґрунтах, що займають піднесені плато до півдня від 24° південної широти; у зниженнях на пористих осадових породах з червонясто-чорними ґрунтами поширені бездеревні трав'янисті савани — кампос лимпос. В западині Пантанал значна площа під болотами.

### Тваринний світ

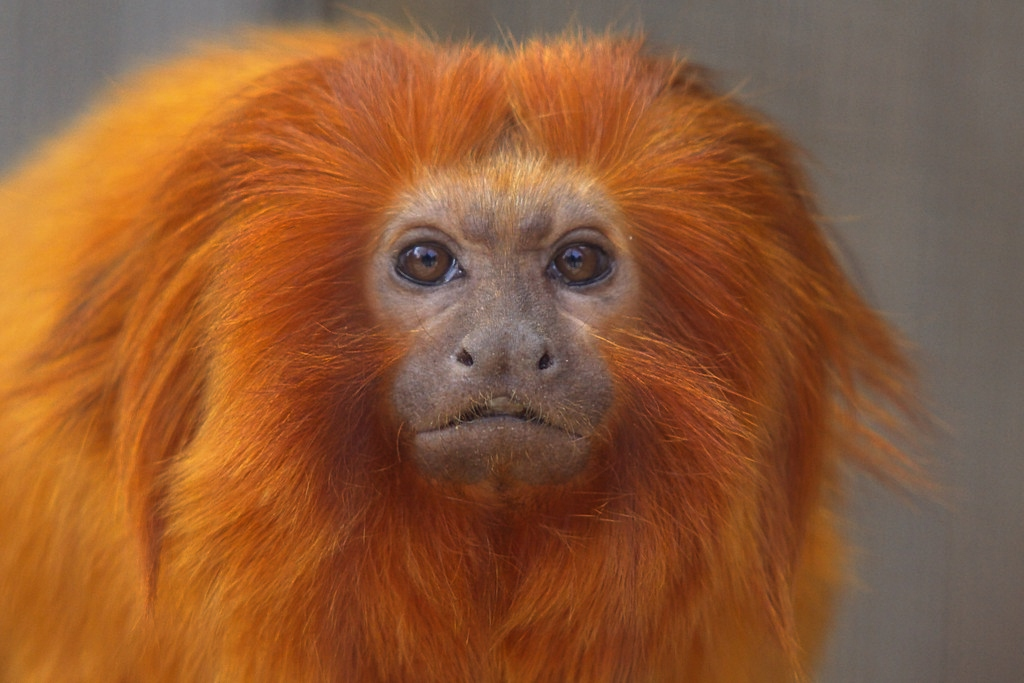
Золотий левовий тамарин — невелика мавпа, рідна для бразильського атлантичного лісу

Вважається, що Бразилія має більше число як наземних хребетних тварин, так і безхребетних, ніж будь-яка інша країна світу. Ця висока різноманітність фауни може бути пояснена значними розмірами країни, а також великою варіацією типів її екосистем. Числа щодо різноманітності фауни сильно залежать від джерела, як через те, що навіть таксономісти іноді розходяться в думках щодо класифікації видів, так і через нестачу даних та інколи неповну або застарілу інформацію. Постійно виявляються нові види, а інші, на жаль, продовжують вимирати. Бразилія має найбільше число видів приматів серед всіх країн, близько 77 видів, та найбільше число видів прісноводних риб (понад 3000 видів). Вона займає друге місце за числом видів земноводних, третє за числом видів птахів, і п'яте за числом видів плазунів. Багато з видів знаходяться під загрозою, особливо ті, що мешкають в екосистемах, що зараз значною мірою знищені, таких як атлантичний ліс.

## Адміністративний поділ
Бразилія — федерація, що складається з 26 штатів (estados) та 1 федерального округу (distrito federal), всього 27 «федеративних одиниць», розбитих на 5 регіонів для статистичних цілей.
| Північний регіон 1. Акрі (Acre) 2. Амазонас (Amazonas) 3. Амапа (Amapá) 4. Пара (Pará) 5. Рондонія (Rondônia) 6. Рорайма (Roraima) 7. Токантінс (Tocantins) |

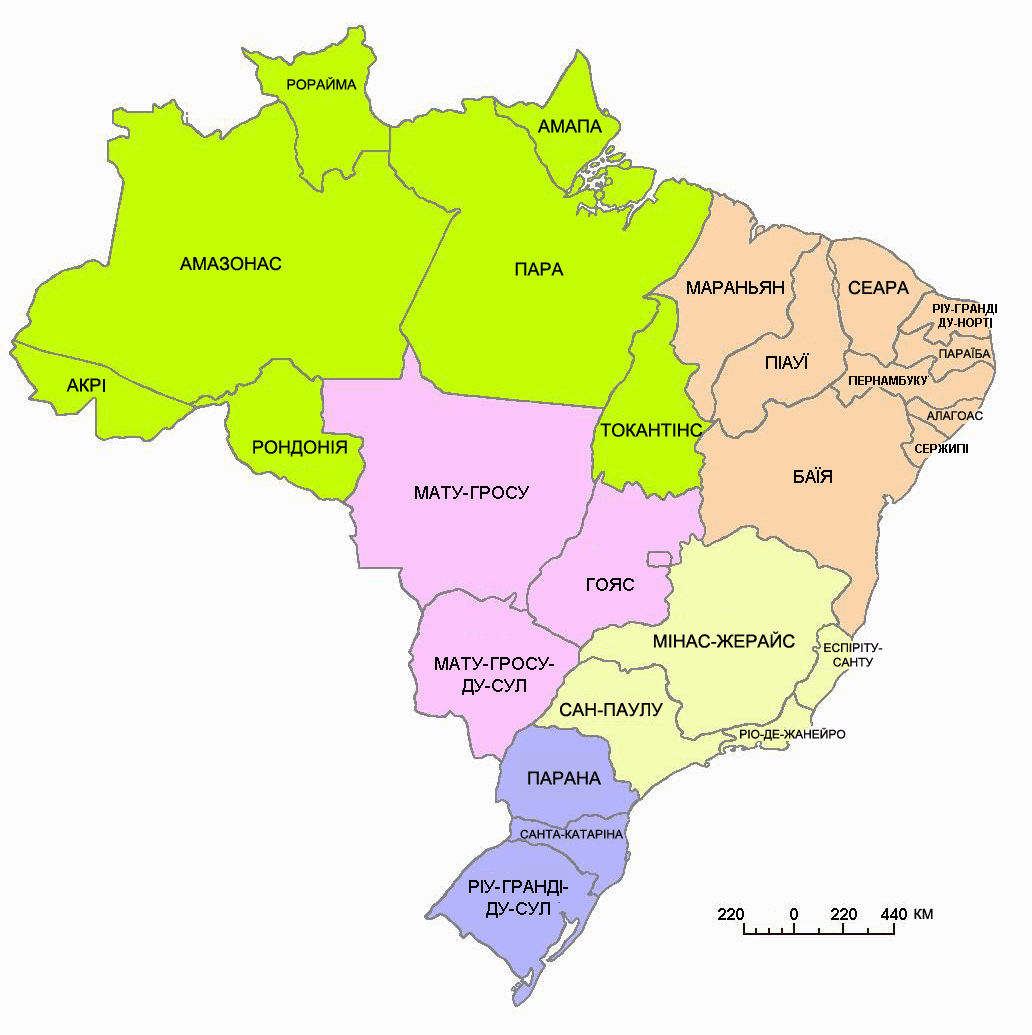
Регіони Бразилії
Північ
Північний схід
Південний схід
Південь
Центральний захід

| Північно-східний регіон 1. Алагоас (Alagoas) 2. Баїя (Bahia) 3. Мараньян (Maranhão) 4. Параїба (Paraíba) 5. Пернамбуку (Pernambuco) 6. Піауї (Piauí) 7. Ріу-Гранді-ду-Норті (Rio Grande do Norte) 8. Сеара (Ceará) 9. Сержипі (Sergipe) |

| Центрально-західний регіон 1. Гояс (Goiás) 2. Мату-Гросу (Mato Grosso) 3. Федеральний округ або Бразиліа 4. Мату-Гросу-ду-Сул (Mato Grosso do Sul) |

| Південно-східний регіон 1. Еспіриту-Санту (Espírito Santo) 2. Мінас-Жерайс (Minas Gerais) 3. Ріо-де-Жанейро (Rio de Janeiro) 4. Сан-Паулу (São Paulo) |

| Південний регіон 1. Парана (Paraná) 2. Ріу-Гранді-ду-Сул (Rio Grande do Sul) 3. Санта-Катаріна (Santa Catarina) |

Бразилія організована по федеральній моделі, штати Бразилії мають значну автономію уряду, законотворчої діяльності, суспільної безпеки та оподаткування. Уряд штату очолює губернатор (governador), вибраний прямим голосуванням, кожний штат має свій законодавчий орган (assembléia legislativa).
Кожний штат поділяється на муніципалітети (municípios), кожний зі своєю власною законодавчою радою (câmara de vereadores) і мером (prefeito), яка автономні та ієрархічно незалежні ні від федерального уряду, ні від уряду штату. Багато муніципалітетів своєю чергою діляться на округи (distritos) які не мають політичної або адміністративної автономії. Група кількох муніципалітетів має назву муніципального району comarca.

## Політика

### Уряд

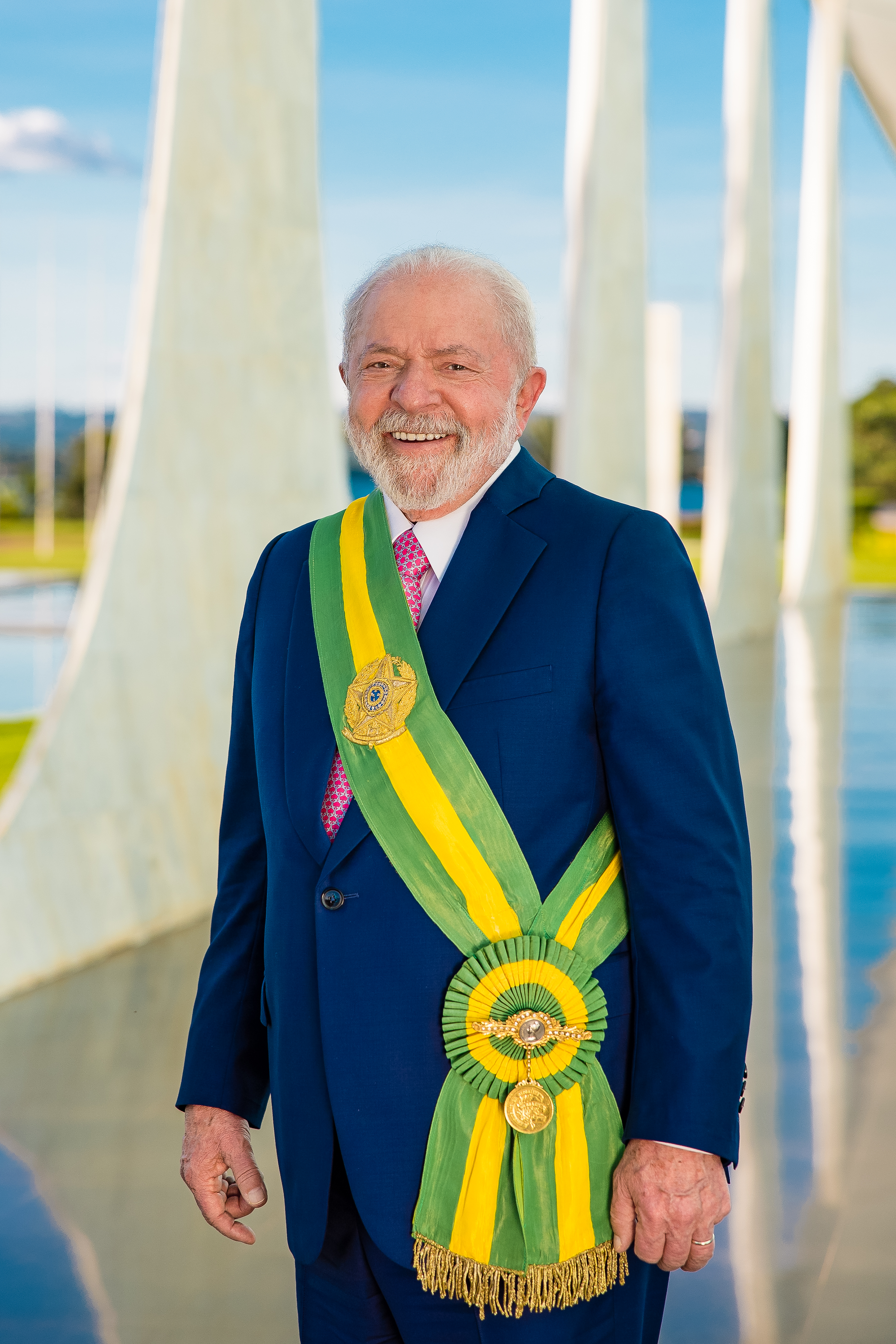
Президент Бразилії Луїс Інасіу Лула да Сілва

Наразі у Бразилії діє сьома конституція, прийнята в 1988 році, після падіння військової диктатури у 1985 році. Згідно з цією конституцією, Бразилія є федеративною президентською представницькою республікою, де президент є як главою держави, так і главою уряду.
Столицею Бразилії є місто Бразиліа. Адміністративна структура країни — федерація, проте Бразилія включає муніципалітети як автономні політичні об'єкти, що робить федерацію потрійною: тобто Союз, штати й муніципалітети.
Виконавча влада Союзу здійснюється урядом, очоленим президентом, який обирається на чотирирічний термін і може бути переобраним ще на один термін. Крім президента обирається і віцепрезидент, а решта урядових посадовців назначається президентом.
Законодавча влада Союзу здійснюється двопалатним Національним Конгресом. Палата депутатів обирається кожні чотири роки за системою пропорційного голосування та пропорційного представлення штатів. Члени Федерального Сенату обираються на восьмирічний термін частинами кожні чотири роки. Звичайний законотворчий процес вимагає участі президента, який має право накласти вето на новий законопроєкт та має виняткову прерогативу ініціативи законодавства з певних питань. Додатково, якщо доречні та термінові обставини виправдовують цей крок, президент може випустити наказ, який має обов'язкову силу закону і набуває чинності негайно. Наказ президента зберігає свою силу до 120 днів, якщо не відмінюється Конгресом.
Один із важливих принципів політики — система багатопартійності як гарантія політичної свободи. Зараз у Національному Конгресі представлені 28 політичних партій (див. Політичні партії Бразилії). У Бразилії дуже звичайно переходити з однієї партії до іншої, тому розміри та вплив партій часто змінюються.
Судова влада Бразилії здійснюється федеральними судами, які представлені як у столиці, так і у всіх штатах. Крім того, штати мають власні суди, але з дещо іншою юрисдикцією.

### Зовнішня політика
Традиційно Бразилія була лідером в латиноамериканському суспільстві та грала важливу роль у системі колективної безпеки та економічній кооперації Західної півкулі. Зараз вона є членом Міжамериканського договору взаємної допомоги і член Організації американських держав. Нещодавно Бразилія почала надавати високий пріоритет відносинам зі своїми південноамериканськими сусідами і входить до складу Амазонського пакту, Асоціації латиноамериканської інтеграції і Меркосур. Разом з Аргентиною, Чилі і США, Бразилія — один з гарантів перуансько-еквадорського мирного процесу. Вона посилала солдат у складі військ ООН для збереження миру у Бельгійське Конго, Кіпр, Мозамбік, Анголу, Східний Тимор та Гаїті. У 2004—2005 роках Бразилія входила до складу Ради Безпеки ООН в дев'ятий раз.
Відкриті питання бразильської зовнішньої політики включають кілька неврегульованих ділянок кордону з Уругваєм, невизнані бразильські зони інтересів в Антарктиці, що перекриваються з британською та аргентинською зонами, спроби розширити морську економічну зону вздовж бразильських берегів, та спроби разом з Німеччиною, Японією та Індією стати постійними членами Ради Безпеки ООН.

### Збройні сили
Бразилія має найбільші в Латинській Америці збройні сили, що з 1999 року поділяються на звичайні три роди військ. Повне число солдат становить 317 тис., які розподіляються приблизно на 200 тис. в Армії (сухопутних військах), та по 50 тис. у Військово-морському флоті та Військовій авіації. Чоловіки призиваються на службу в віці 19 років, хоча існує багато засобів відмовитися від служби — з 1,7 млн чоловіків, що щорічно досягають призовного віку, тільки 133 тис. призиваються до збройних сил. Чоловіки та жінки можуть служити добровольцями з віку у 18 років.
Фінансування збройних сил відносно ВВП дуже мале, та склало лише 9,9 млрд доларів США (1,1 % ВВП) у 2005 році. Це пояснюється відсутністю як зовнішніх, так і внутрішніх ворогів, та великим розміром Бразилії відносно сусідів. Зараз основними задачами збройних сил є охорона кордонів та просування економічного розвитку в Амазонії, боротьба з транспортом наркотиків з Андійського регіону та поліційні операції.

## Економіка

### Огляд

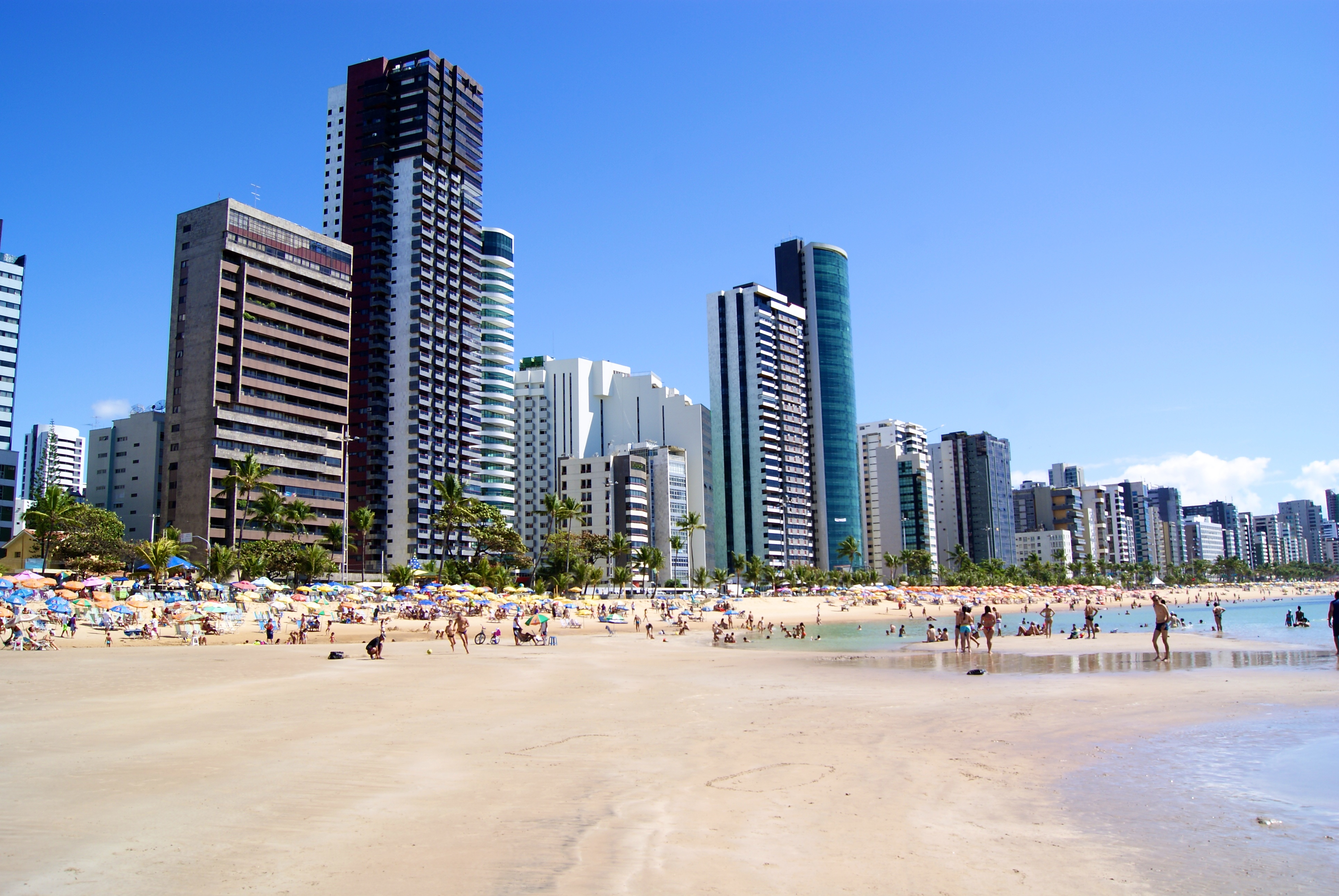
Пляжі штату Пернамбуку, центр туризму, який грає значну роль у бразильській економіці.

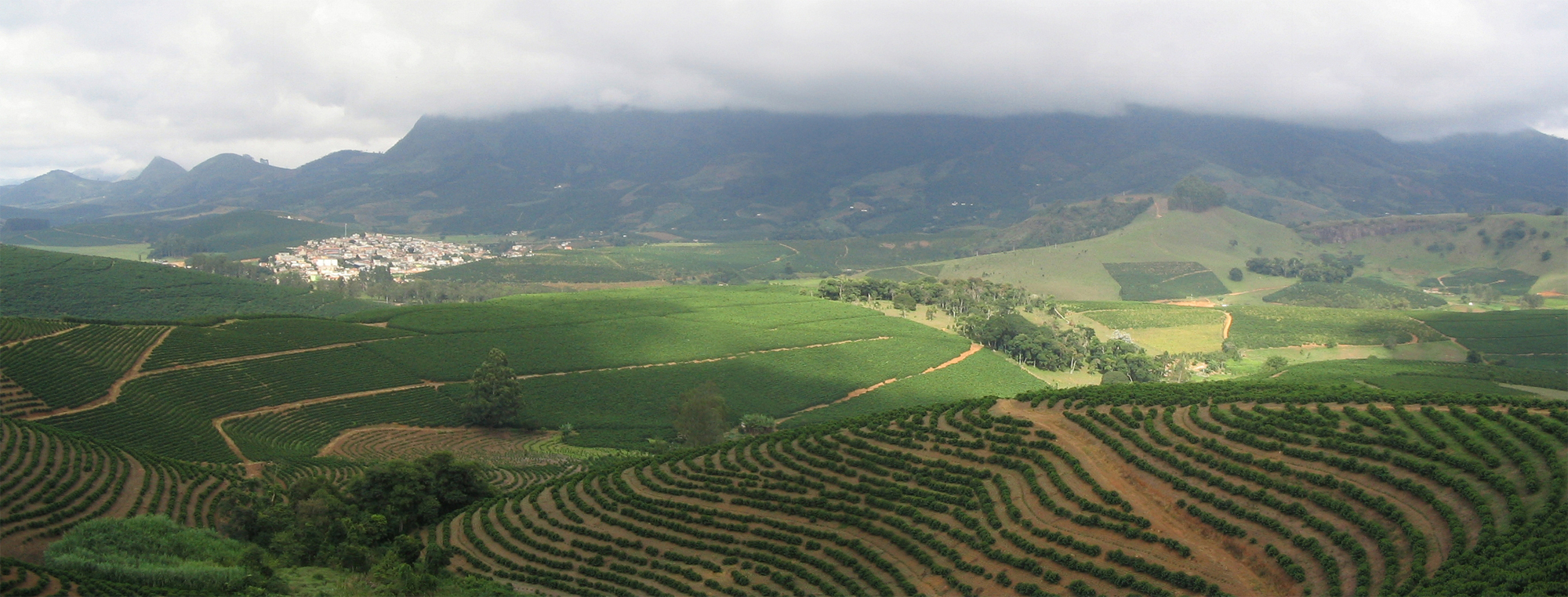
Плантації кави, штат Мінас-Жерайс

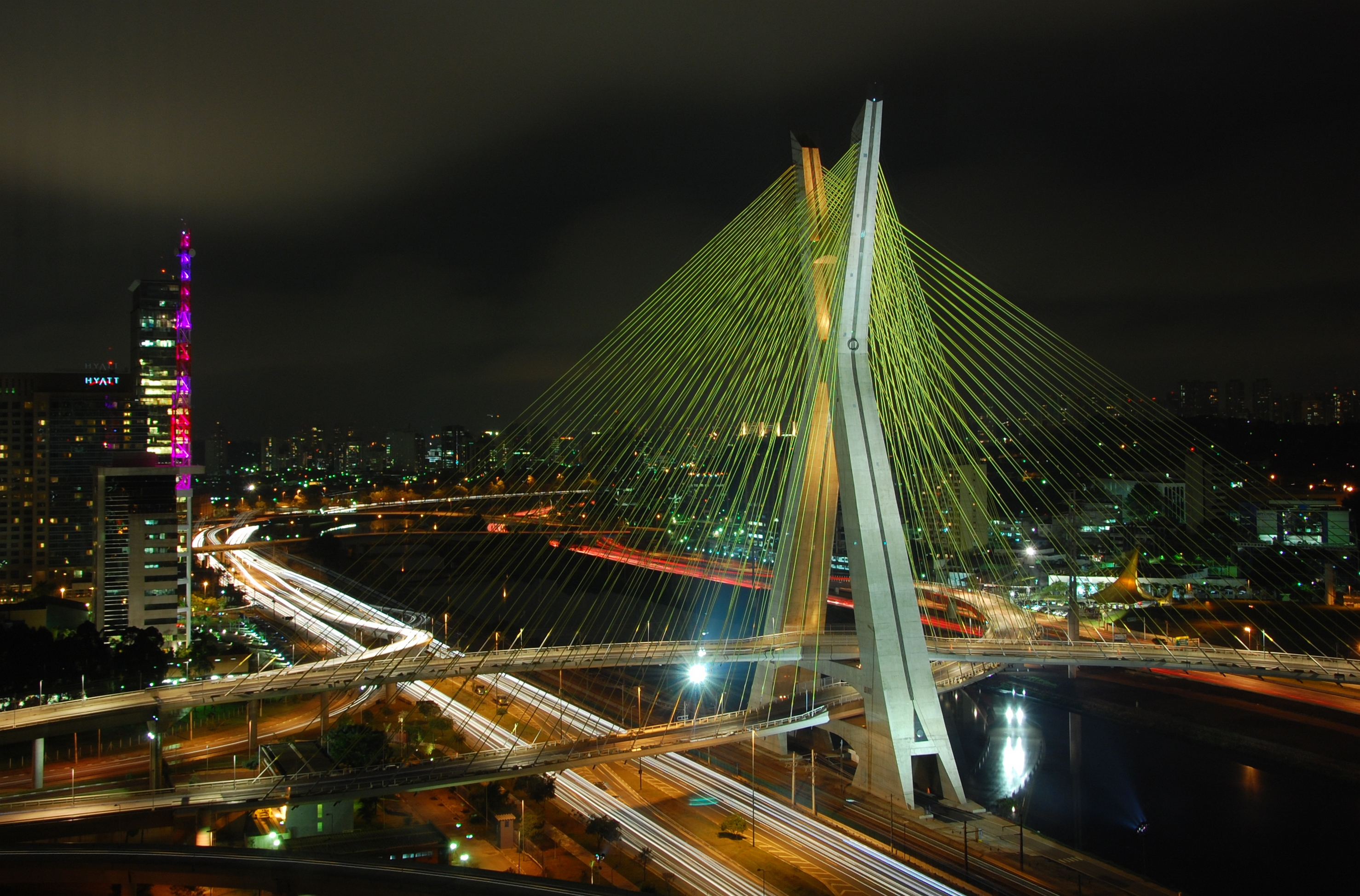
Сан-Паулу, столиця штату Сан-Паулу.

Завдяки високому рівню розвитку сільського господарства, добувної та виробничої промисловості і сектору послуг, також як і великій кількості працездатного населення, за рівнем ВВП (ППС) Бразилія значно перевищує будь-яку іншу країну Латинської Америки, бувши основною економікою у Меркосур. Зараз країна розширює свою присутність на світових ринках. Головні експортні вироби включають авіаційну техніку, каву, транспортні засоби, сою, залізну руду, помаранчевий сік, сталь, тканини, взуття, електроапаратуру та цукор.
Відповідно до даних Міжнародного валютного фонду і Світового банку, Бразилія має дев'яту за розміром економіку у світі (за паритетом купівельної спроможності). Економіка Бразилії дуже різноманітна зі значними варіаціями між регіонами. Найрозвиненіша промисловість сконцентрована на Півдні та на Південному сході. Північний схід — найбідніший регіон Бразилії, але зараз він починає залучати нові інвестиції.
Бразилія має найрозвиненіший промисловий сектор в Латинській Америці, який становить третину її ВВП. Бразилія виробляє дуже різноманітну продукцію, від автомобілів, сталі та нафтопродуктів до комп'ютерів, літаків і споживчих товарів. Після підвищення економічної стабільності, забезпеченою Plano Real, бразильські та багатонаціональні бізнес-структури активно інвестують в нове обладнання і технології, велика частка яких закуповується у північноамериканських підприємств. Бразилія також має розвинений і різноманітний сектор послуг. Протягом початку 1990-х банківський сектор досяг 16 % ВВП. Хоча бразильська банківська система зараз активно реформується, вона забезпечує місцеві підприємства широким рядом послуг і привертає численних нових учасників, зокрема фінансові фірми із США. Фондові біржі Сан-Паулу та Ріо-де-Жанейро зараз піддаються значній консолідації.
Бразильські міста значно відрізняються одне від одного за легкістю ведення бізнесу (згідно з повідомленнями Світового Банку: Ведення бізнесу в Бразилії [Архівовано 27 вересня 2006 у Wayback Machine.]). У Бразилії досить легко реєструвати майно та підприємства, але загалом, попри ідентичні правила по всій Бразилії, передача майна займає багато часу. Хоча бразильська економіка досить розвинута, поширені проблеми корупції, бідності й неграмотності все ще є значними бар'єрами розвитку.

### Сучасний стан
Після десятиліть значної інфляції та кількох спроб взяти її під контроль, в липні 1994, під час президентства Ітамара Франку, уряд Бразилії розпочав програму економічної стабілізації, План-реал, названий на честь введеної нової валюти, реалу. Темпи інфляції, які досягли рівня приблизно 5000 % на рік в 1993 році, швидко впали, досягши рівня у 2,5 % в 1998 році. Ухвалення Закону про фінансову відповідальність у 2000 році поліпшило фінансову дисципліну місцевих і федеральних адміністрацій, частково шляхом інвестицій в інфраструктуру та удосконалення соціальних послуг.
Протягом президентства Фернанду Енріке Кардозу (1995—2002) уряд доклав значних зусиль для перероблення переважно державної економіки на переважно ринкову. Конгрес схвалив кілька законів, що більшою мірою відкрили економіку для участі приватного сектора і збільшили її привабливість для іноземних інвесторів. Наприкінці 2003 року програма приватизації, яка включала продаж сталеливарних та енергетичних підприємств і компаній телезв'язку, дала прибуток на більш ніж 90 млрд дол. США.
У січні 1999 бразильський Центральний банк оголосив, що реал більше не буде прив'язаний до долара США, що призвело до деякої девальвації бразильської валюти. Ріст економіки склав 4,4 % у 2000 році та 1,3 % у 2001. У 2002 році чутки, що кандидат у президенти Луїз Інасіу Лула да Сілва, у випадкові перемоги, проголосить дефолт щодо державного боргу, призвели до уповільнення зросту економіки. Проте, бувши обраним, Лула продовжив економічну політику свого попередника. Він здійснював суворий підхід до економіки, зумів стримати інфляцію, знаходячи гроші не тільки для виплат за бразильськими борговими зобов'язаннями, а навіть і для дострокової сплати боргу перед МВФ. В результаті у рік обрання Лули (2003) ВВП зріс на 0,5 %, але вже у 2004 — на 5,2 %, та у 2005 — на 2,3 %, хоча слід врахувати, що цьому допоміг також зріст світової економіки у цей період.

### Проблеми
Економіка все ще має серйозні проблеми, тож реформи поки необхідні. Серед проблем можна назвати недостатню інфраструктуру, значну концентрацію прибутку, недостатню якість суспільних послуг, корупцію, соціальні конфлікти й урядову бюрократію. Ці проблеми досить складні у Бразилії як порівнювати з іншими країнами.
Внутрішній державний борг досяг рекордного значення на фоні дедалі більших державних витрат. Податки вже представляють значну частину національного доходу і є серйозним тягарем для всіх соціальних класів, зменшуючи можливості для інвестицій. Крім того, ведення бізнесу важке через високі ціни на ліцензування та бюрократичний процес реєстрації підприємств.
Поточний зріст економіки є нижчим за більшість латиноамериканських країн, Китай та Індію. Бразилія опустилася на 11 позицій в Індексі конкурентоспроможності Світового економічного форуму з 2003 до 2005 роки.
.

### Транспорт

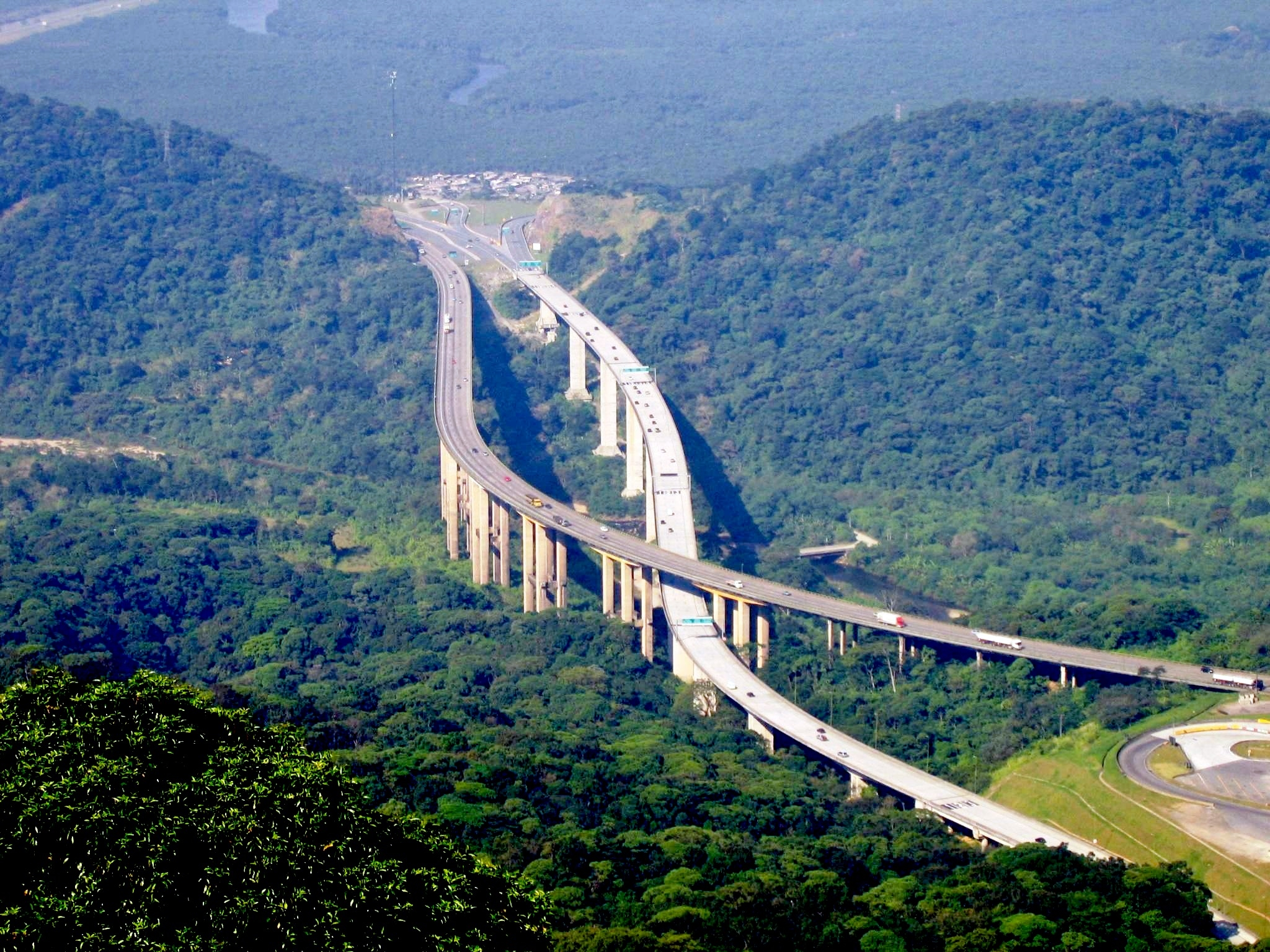
SP-160 або «Шосе Іммігрантів» — важлива автодорога у штаті Сан-Паулу.

Основними транспортними шляхами усередині країни є автодороги. Система автодоріг досить розвинена та складна. Проте, у деяких районах під час тропічних злив автодороги стають важкопрохідними та небезпечними.
Залізниці у Бразилії загалом застарілі та використовуються майже виключно для перевезення вантажів. Існує лише декілька пасажирських залізниць що діють, найдовша — між містами Белу-Оризонті та Віторія.
Морський транспорт традиційно був дуже важливим у Бразилії, хоча зараз він також використовується майже виключно для перевезень вантажів. Майже всі великі міста уздовж бразильського узбережжя є також важливими торговими портами. Також важливий річковий транспорт, особливо в Амазонії, де він є основним транспортним засобом. Всього Бразилія має близько 50 тис. км водних шляхів.
Авіаційний транспорт зараз швидко розвивається. Лідерами перевезень у Бразилії є компанії Vasp і Transbrasil. У Бразилії діє 3 277 аеропортів (1999 рік), проте майже всі міжнародні рейси йдуть до міжнародних аеропортів Гуарульос в Сан-Паулу або Галеано в Ріо-де-Жанейро. З останнього часу кілька рейсів йдуть до аеропортів міст Бразиліа і Форталеза. З південноамериканською інтеграцією очікується, що більше аеропортів відкриються для міжнародних рейсів протягом наступних років.

## Стан навколишнього середовища
Бразилія входить до десятки країн світу, які є найбільшими емітентами метану. У другій половині 2021 року, на кліматичний саміт у Глазго, країна підписала декларацію про скорочення викидів метану. Відповідно до якої до 2030 року, країна зобов'язана зменшити викиди метану на 30 %.

## Демографія

### Походження

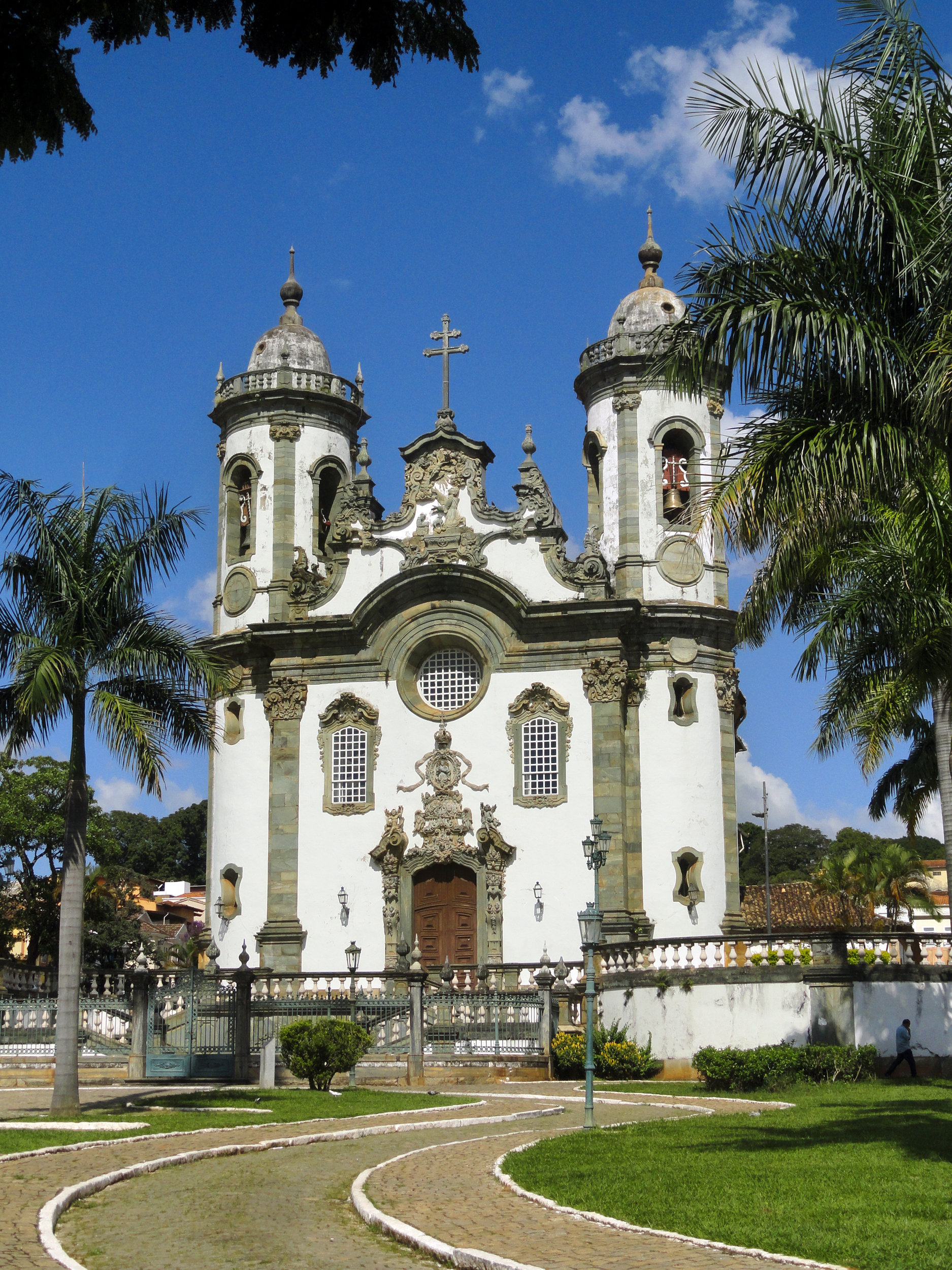
Більшість бразильців мають португальське коріння та багато бразильських міст, такі як Сен-Жуан-дель-Ріу, все ще зберігають португальську колоніальну архітектуру

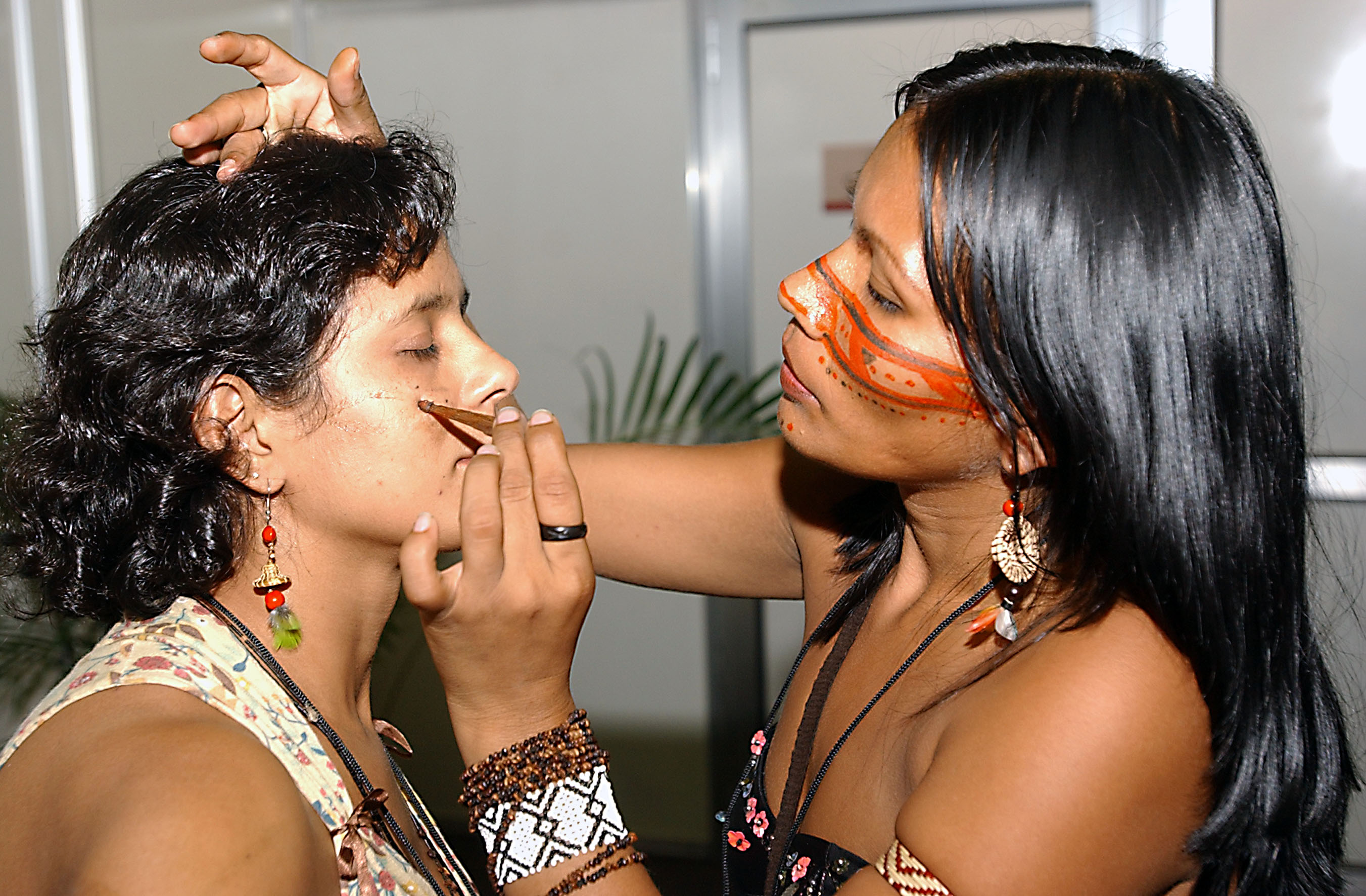
Північні бразильці

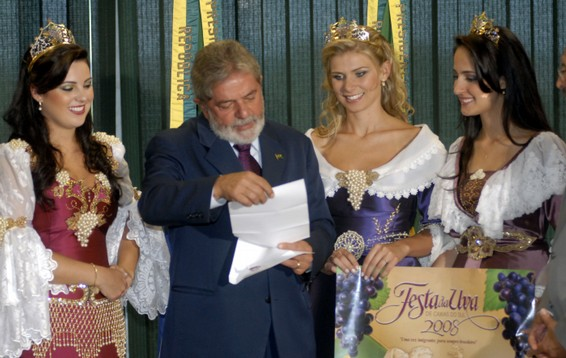
Південні бразильці на святі винограду

Серед населення Бразилії панівне становище займають нащадки португальських іммігрантів, від перших колоністів (починаючи з 16-го століття) до іммігрантів останнього часу (19-ті і 20-ті століття). Перші португальські поселення в Бразилії з'явилися після 1532 року, коли було засноване місто Сан-Вінсенте та почався активний процес колонізації. До проголошення незалежності в 1822 році португальці були єдиним європейським народом, представники якого активно селилися в Бразилії, тому бразильська культура значною мірою заснована на культурі Португалії. Інші країни Європи мали незначну присутність протягом колоніального періоду. Голландці та французи пробували колонізувати Бразилію протягом 17-го століття, але їх контроль над частиною Бразилії тривав тільки кілька десятиліть.
Індіанське населення Бразилії (3-5 мільйонів на час відкриття її європейцями) було у великій мірі винищене або асимільоване в португальське населення. З початку колонізації шлюби між португальцями та індіанцями були звичайними. Зараз у Бразилії проживає близько 700 000 індіанців, що становить менш ніж 1 % населення країни, але їхня частка значно більша у Північному регіоні.
Бразилія має значну частку темношкірого населення, що походить з африканських рабів. Їх завозили до країни з 16-го до 19-го століття. Більш ніж 3 мільйони африканців були завезені до Бразилії протягом існування рабства. Работоргівля була скасована тільки в 1850 році. Раби переважно завозилися з Анголи, Нігерії, Беніну, Того, Гани, Берега Слонової Кістки та Сан-Томе і Принсипі. Африканське населення Бразилії значною мірою змішалося з португальським, приводячи до змішаного сучасного населення.
Починаючи з 19 століття, бразильський уряд стимулював європейську імміграцію, щоб замінити людський ресурс колишніх рабів. Перші непортугальські іммігранти, які оселилися в Бразилії в 1824 році, були німцями. З 1869 року прибувають перші польські іммігранти. Проте значна європейська імміграція до Бразилії почалася тільки після 1875 року, коли значно зросла імміграція з Італії, Португалії й Іспанії.
Згідно з сайтом Memorial do Imigrante [Архівовано 15 березня 2007 у Wayback Machine.], між 1870 і 1953 роками Бразилія привернула приблизно 5,5 мільйонів іммігрантів — приблизно 1,55 млн італійців, 1,47 млн португальців, 650 тис. іспанців, 210 тис. німців, 190 тис. японців, 120 тис. поляків і 650 тис. іммігрантів інших національностей. Ці цифри можуть бути значно недооціненими, тому що жінки та діти часто не рахувалися, багато іммігрантів селилися нелегально, замінюючи прізвища, щоб приховати своє походження, а бразильська система обліку була досить недосконалою. Бразилія стала домом найбільшої італійської діаспори за межами Італії, маючи 25 млн бразильців італійського походження. Бразилія також є домом найбільшого ліванського співтовариства у світі, близько 8 мільйонів.
Починаючи з початку XX століття, Бразилія отримала значну кількість азійських іммігрантів: корейців, китайців, тайванців і японців. Японці — найбільша азійська меншина в Бразилії, а бразильці японського походження складають найбільше японське населення за межами Японії (1,5 млн).

### Етнічний та расовий склад
Див. також: Українці в Бразилії
Населення Бразилії сконцентроване уздовж узбережжя. Населення південних штатів має переважно європейське походження, але більшість мешканців Півночі — індіанці, а більшість мешканців Північного сходу — суміш африканців та європейців.
Згідно з конституцією Бразилії 1988 року, расизм є тяжким злочином, цей закон сприймається у Бразилії дуже серйозно.
Понад 90 млн людей в Бразилії мають коріння в масових хвилях європейської імміграції. Найбільші етнічні групи — іберійці, італійці й німці. Менші групи включають слов'ян (здебільшого чехів, поляків, українців і росіян). Серед найменших етнічних груп — литовці, вірмени, фіни, французи, греки, угорці, румуни, британці, ірландці та євреї. Крім європейців, бразильське населення включає 79 млн африканців та мулатів, 13 млн арабів, 1,6 млн азійців та 700 тис. американських індіанців.

### Мови

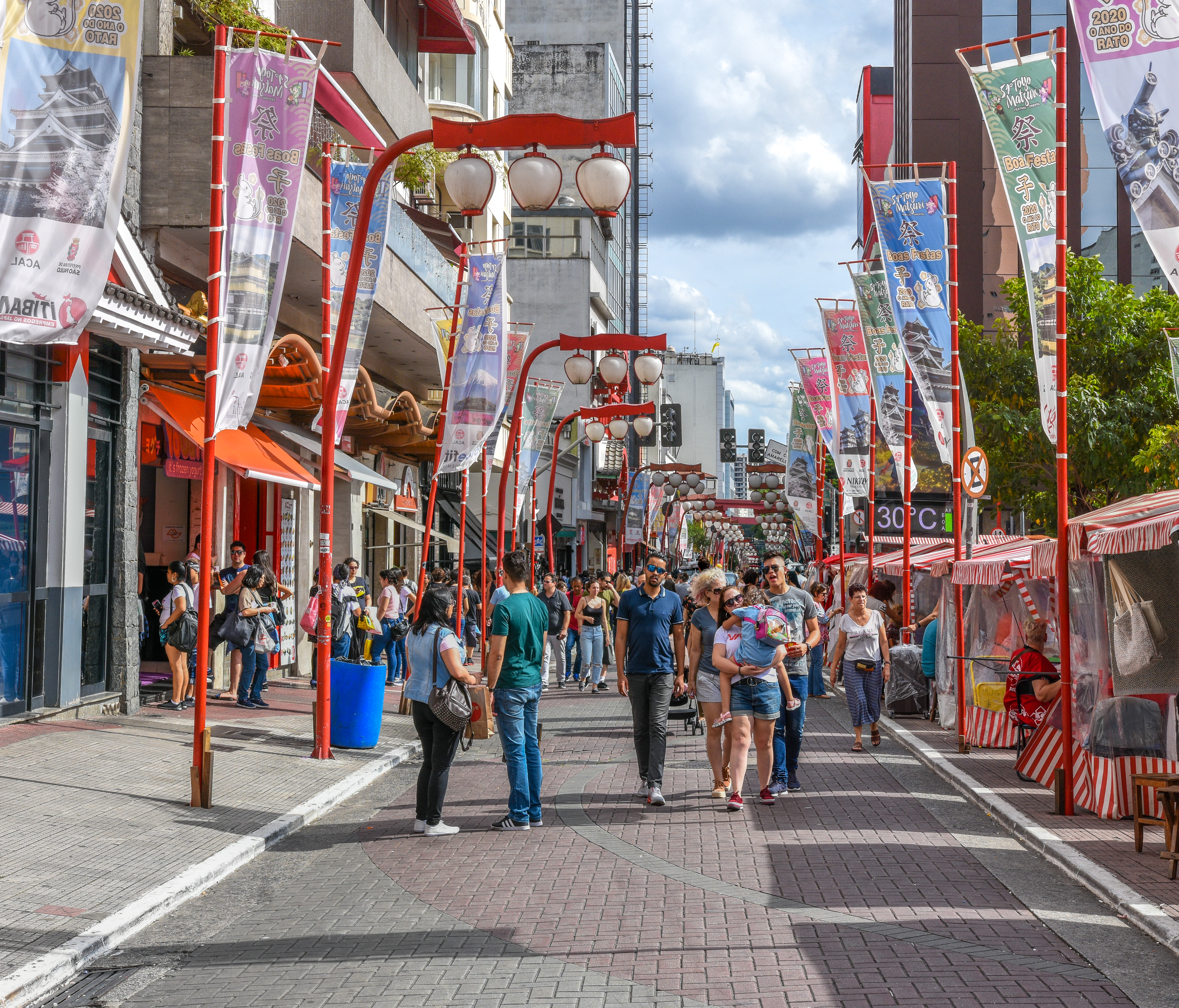
Лібердад, японський район Сан-Паулу

Португальська мова — єдина державна мова Бразилії. Нею розмовляє практично все населення і фактично тільки ця мова використовується в школах, газетах, радіо, телебаченні та для всіх ділових і адміністративних цілей. Окрім того, Бразилія є єдиною португаломовною країною в Америці, що робить мову частиною бразильської національної самосвідомості. Бразильська португальська мова розвинулася незалежно від європейської португальської мови, та пройшла менші фонетичні зміни, ніж мова, якою розмовляють в Португалії. Тому часто кажуть, що мова Камоенса, португальського поета 16-го століття, фонетично нагадує сучасну бразильську португальську мову, але не мову, якою розмовляють в Португалії зараз, і що його роботи слід читати за бразильськими правилами. На бразильську португальську мову також мали деякий вплив індіанські та африканські мови. У самій Бразилії мова досить однорідна, носії різних регіональних діалектів легко розуміють один одного, але між ними існує кілька помітних фонологічних, лексичних та орфографічних відмінностей.
Багато тубільних мов ще існують в тубільних громадах, перш за все в Північній Бразилії. Хоча багато з них мають істотні контакти з португальською мовою, сьогодні є стимул для вивчення рідних мов. Деякі іноземні мови використовуються нащадками іммігрантів, які зазвичай двомовні, в маленьких сільських громадах у Південній Бразилії. Найголовніші з них — бразильські німецькі діалекти, наприклад Riograndenser Hunsrückisch, померанська й італійська мова, заснована на італійському венеціанському діалекті. У місті Сан-Паулу японська мова також існує в районах переселенців, таких як Лібердад.
Англійська мова — частина офіційного шкільного навчального плану, але дуже мало бразильців вільно володіють нею. Іспанська мова також часто викладається в школах та розуміється до певної міри самими носіями португальської мови завдяки великій схожості між двома мовами.

## Суспільство

### Освіта

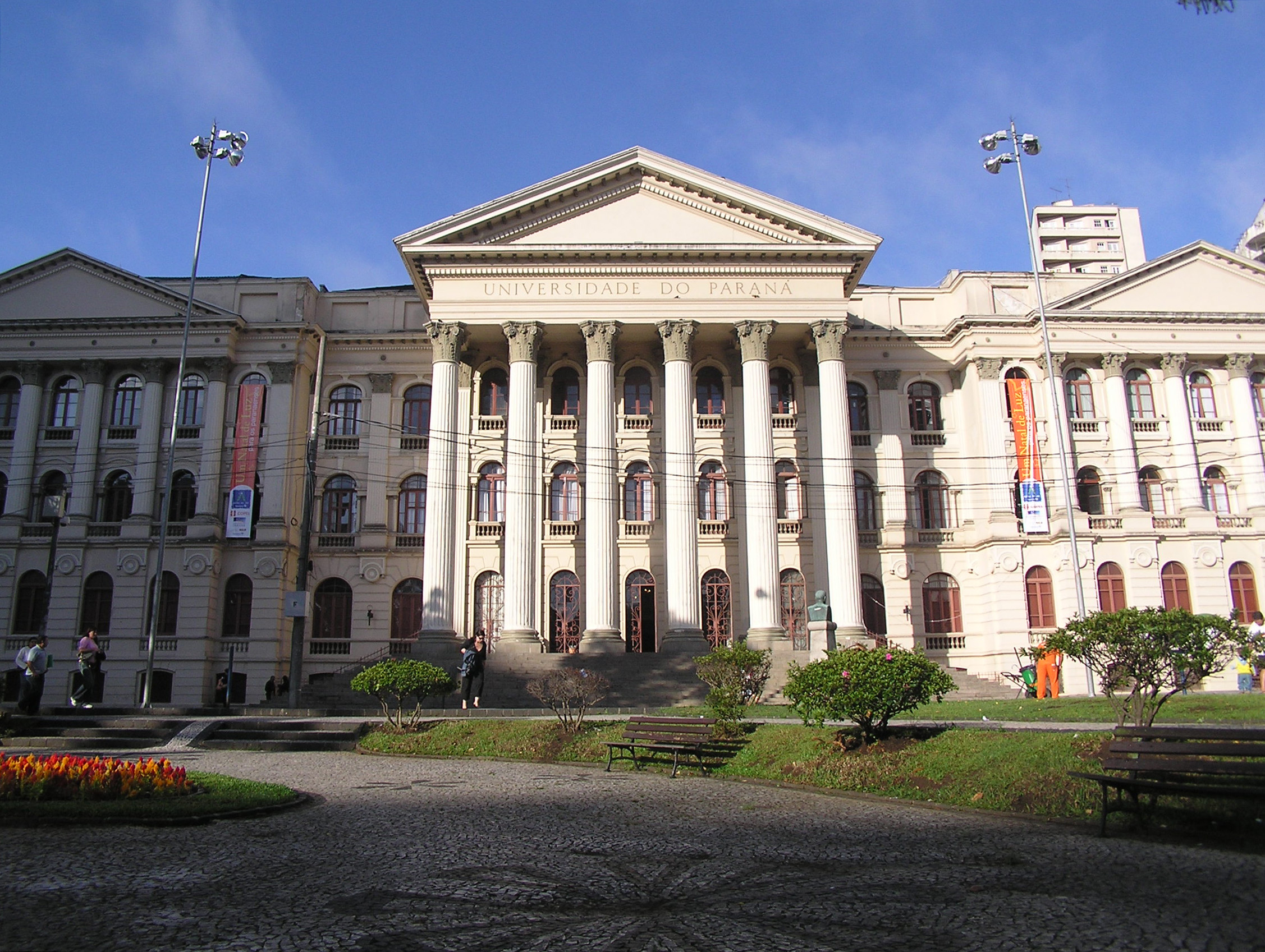
Центральний корпус Федерального університету штату Парана, Куритиба

Традиційно Бразилія не мала доброї системи освіти, а до першої половини 20-го століття її основною продукцією була сільськогосподарська та добувна, що не вимагали високого рівня підготовки працівників. Проте, система освіти зараз швидко розвивається. Ще у 1980 році лише 80,9 % дітей у віці 7-14 років відвідували школи, а вже у 2000 році це значення досягло 96,4 %. У віці 15-17 років цей фактор зріс з 49,7 % до 83 %. Рівень грамотності за той же період зріс з 75 % до 86.4 %. Проте система освіти ще недосконала та ефект її покращення ще недостатньо помітний. Наприклад, середній рівень формальної освіти серед бразильського населення становить лише 6,2 років (для порівняння у США — 12 років, а в сусідній Аргентині — 8), перш за все через низький рівень освіти у бідних районах.
За структурою освіта поділяється на кілька рівнів. Дошкільна освіта для дітей віком до 6 років є необов'язковою, але досить популярною, та включає всі базові елементи, необхідні для розвитку дитини: моторні, когнітивні та соціальні навички. Фундаментальна (шкільна) освіта є обов'язковою для дітей віком 6-14 років та складається з 9 класів, що мають мінімум 200 днів або 800 годин уроків на рік. Обов'язкова для всіх шкіл програма складається з португальської мови, історії, географії, фізики, біології та математики, інші предмети можуть бути додані залежно від школи. Після фундаментальної освіти йде середня освіта, що звичайно становить 3 роки, необхідна для того, щоб потрапити до вищого навчального закладу. Інколи середня освіта становить більше, до 5 років, особливо у випадках, коли вона включає професійну підготовку.
Вища освіта поділяється на дві частини. Перша закінчується здобуттям бакалаврського ступеня (graduação) та звичайно триває 4 роки. Для майбутніх викладачів необхідно прослухати однорічний курс лісенсіатури (licenciatura). 5-річні «професійні дипломи» видаються в інженерних, юридичних спеціальностях та ветеринарній медицині. У медицині навчання триває 6 років та може бути доповнене необов'язковою резидентурою (residência). В аспірантурі (pós-graduação) можливо здобути магістерський диплом, для якого необхідно прослухати 2 роки необхідних курсів та написати магістерську дисертацію (dissertação de mestrado). Для здобуття докторського ступеня необхідно прослухати 4 роки курсів, пройти кваліфікаційний екзамен, та написати докторську дисертацію (tese de doutorado). Звичайно також вимагається публікація результатів дисертації.

### Засоби масової інформації
Індустрія засобів масової інформації Бразилії відрізняється високим рівнем концентрації. Хоча конституція забороняє володіння газет, радіостанцій та телестанцій в одному районі однією групою, на практиці ця заборона обходиться, та більшість ринку контролюється невеликим числом компаній.
Найбільша подібна компанія — Мережа Глобо (Rede Globo), яка володіє телеканалом Globo [Архівовано 11 вересня 2020 у Wayback Machine.], що здійснює мовлення на всю країну, радіо CBN, журналом Época [Архівовано 13 квітня 2007 у Wayback Machine.], інтернет-порталом Globo.com [Архівовано 30 травня 2022 у Wayback Machine.], газетою Globo [Архівовано 13 квітня 2007 у Wayback Machine.] та надає послуги кабельного телебачення. Наступна за розміром компанія — Південно-бразильська мережа телекомунікацій (Rede Brasil Sul de Telecomunicações [Архівовано 5 квітня 2007 у Wayback Machine.] або RBS). Вона володіє телеканалом RBS, кількома радіостанціями (Gaúcha, Farroupilha, Atlântida тощо), газетою Zero Hora [Архівовано 9 квітня 2007 у Wayback Machine.] та порталом ClicRBS [Архівовано 10 липня 2001 у Wayback Machine.]. RBS також ретранслює канал Globo у Південному регіоні. Проте, такі компанії викликають значну критику з боку деяких депутатів та громадських організацій через свій розмір.
Найпопулярнішим телеканалом Бразилії є без сумніву Globo [Архівовано 11 вересня 2020 у Wayback Machine.], який пропонує всі види програм та є найвідомішим виробником теленовел. Друге місце займає SBT [Архівовано 11 жовтня 2007 у Wayback Machine.] (Sistema Brasileiro de Televisao), який майже дублює Globo, але з нижчими стандартами — показує старіші фільми, мексиканські, а не бразильські, теленовели тощо. За третє місце борються такі канали як Rede Band, TV Gazeta [Архівовано 5 квітня 2007 у Wayback Machine.] та Rede TV [Архівовано 6 квітня 2007 у Wayback Machine.], які частіше показують жорстокі сцени, бідність, та інші сцени розраховані на найбідніше населення. Популярні тематичні канали включають TV Cultura [Архівовано 2 січня 2004 у Wayback Machine.] (освітній канал штату Сан-Паулу), та MTV Brasil [Архівовано 29 вересня 2013 у Wayback Machine.].
Найпопулярнішими газетами є Globo [Архівовано 13 квітня 2007 у Wayback Machine.] (публікується у Ріо-де-Жанейро), O Estado de Sao Paulo [Архівовано 10 квітня 2007 у Wayback Machine.] (Сан-Паулу), Jornal do Brasil [Архівовано 3 березня 2017 у Wayback Machine.] (Ріо-де-Жанейро), Folha de Sao Paulo [Архівовано 13 квітня 2007 у Wayback Machine.] (Сан-Паулу), Correio Braziliense [Архівовано 8 квітня 2007 у Wayback Machine.] (Бразиліа) та економічні Gazeta Mercantil і Valor Econômico [Архівовано 6 липня 2011 у Wayback Machine.]. Серед журналів популярні щотижневі Veja [Архівовано 13 квітня 2007 у Wayback Machine.], Época [Архівовано 13 квітня 2007 у Wayback Machine.] та IstoÉ [Архівовано 10 квітня 2007 у Wayback Machine.].

### Соціальні проблеми

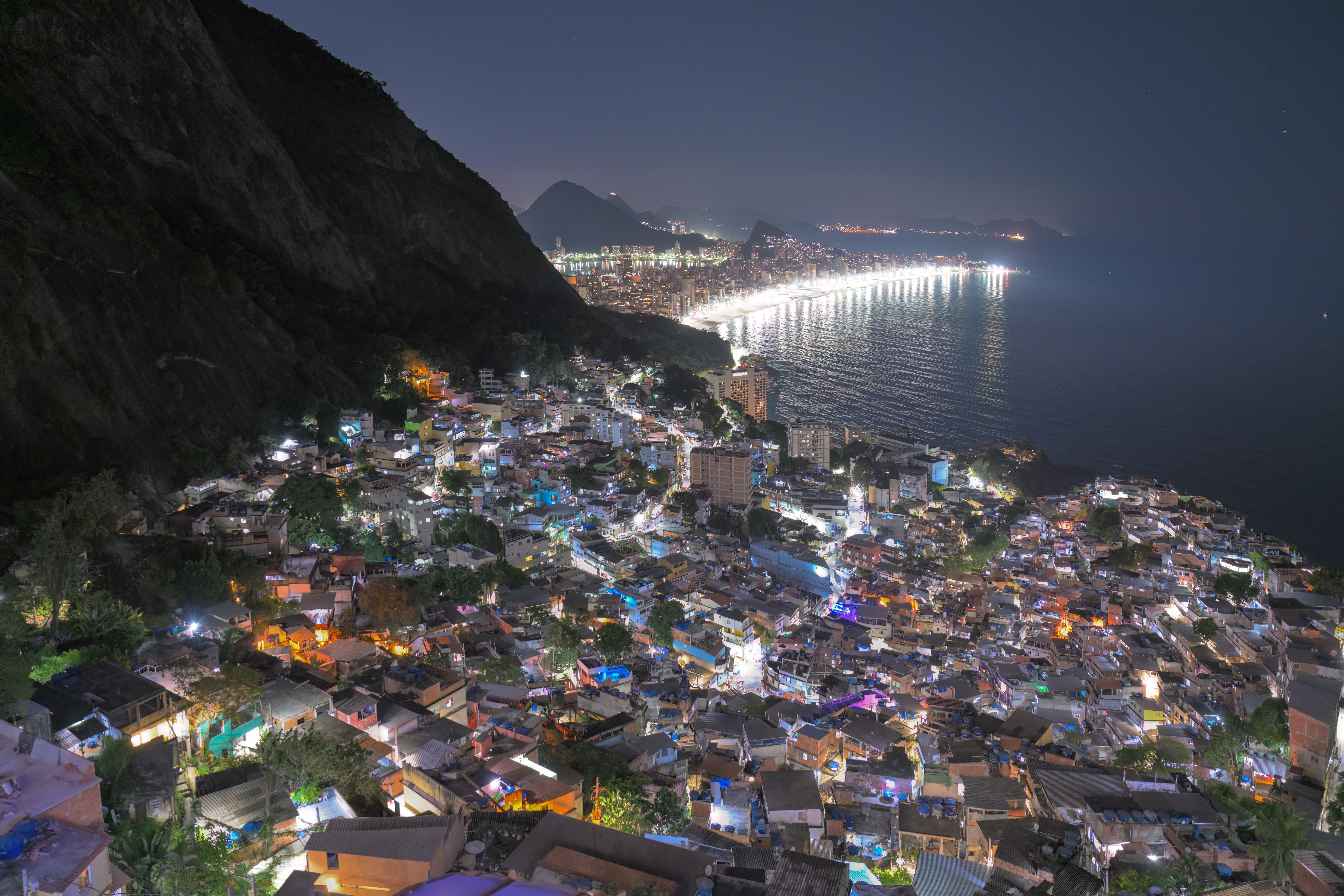
Фавела вночі.

Згідно з Фундацією Жетуліо Варгаса, у 2006 році за межею бідності знаходилося 18,5 % населення, на 19,8 % менше, ніж на чотири роки раніше. Значна бідність є значною мірою наслідком економічної нерівності, за коефіцієнтом Джині (мірою цієї нерівності) Бразилія займає одне з перших місць у світі.
Бідність дуже яскраво представлена у фавелах (favelas), тобто нетрях, розташованих у великих містах та найбідніших регіонах країни. Навіть не враховуючи фавели, існують значні відмінності у рівні економічного розвитку та добробуту між регіонами. Тоді як Північно-східний регіон має найгірші економічні показники через низьке охоплення та якість суспільних послуг та поширену корупцію, багато міст на Півдні та Південному сході мають соціально-економічні стандарти, порівняні зі стандартами найрозвиненіших країн світу.
Уряд Луїза Інасіу Лули да Сілви прикладав багато зусиль для поліпшення ситуації, що здійснювалося за допомогою програми «Фомі Зеро» (Fome Zero — «нульовий голод»). Наприклад, частиною цієї програми є «Болса фаміліа» (Bolsa Família — «сімейна стипендія»), програма соціальної допомоги найбіднішим шарам населення за умовами здобуття освіти та вакцинації.

## Культура Бразилії
Культура Бразилії перш за все походить від культури Португалії. Португальські колоністи та іммігранти принесли католицьку віру, португальську мову і багато традицій, які все ще мають значний вплив на сучасну бразильську культуру. Як багатонаціональна країна, на її культуру також чинили свій вплив інші народи. Американські індіанці значно вплинули на кухню Бразилії та на її мову, а африканці, привезені як раби, значною мірою вплинули на бразильську музику, танці, кухню. Італійські й німецькі іммігранти, які у великій кількості переселялися до Бразилії, також чинили значний вплив на різні аспекти життя, але їх вплив найсильніший на півдні країни.
Бразильське малярство відображає мультикультуралізм Бразилії та вирізняється стильовою різноманітністю. Серед найвідоміших бразильських малярів — Бенедіту Калішту.
Дивись також:
- Бразильський карнавал
- Бразильська кухня
- Бразильська література
- Бразильська музика
- Бразильське кіно
- Бразильські свята

### Релігія

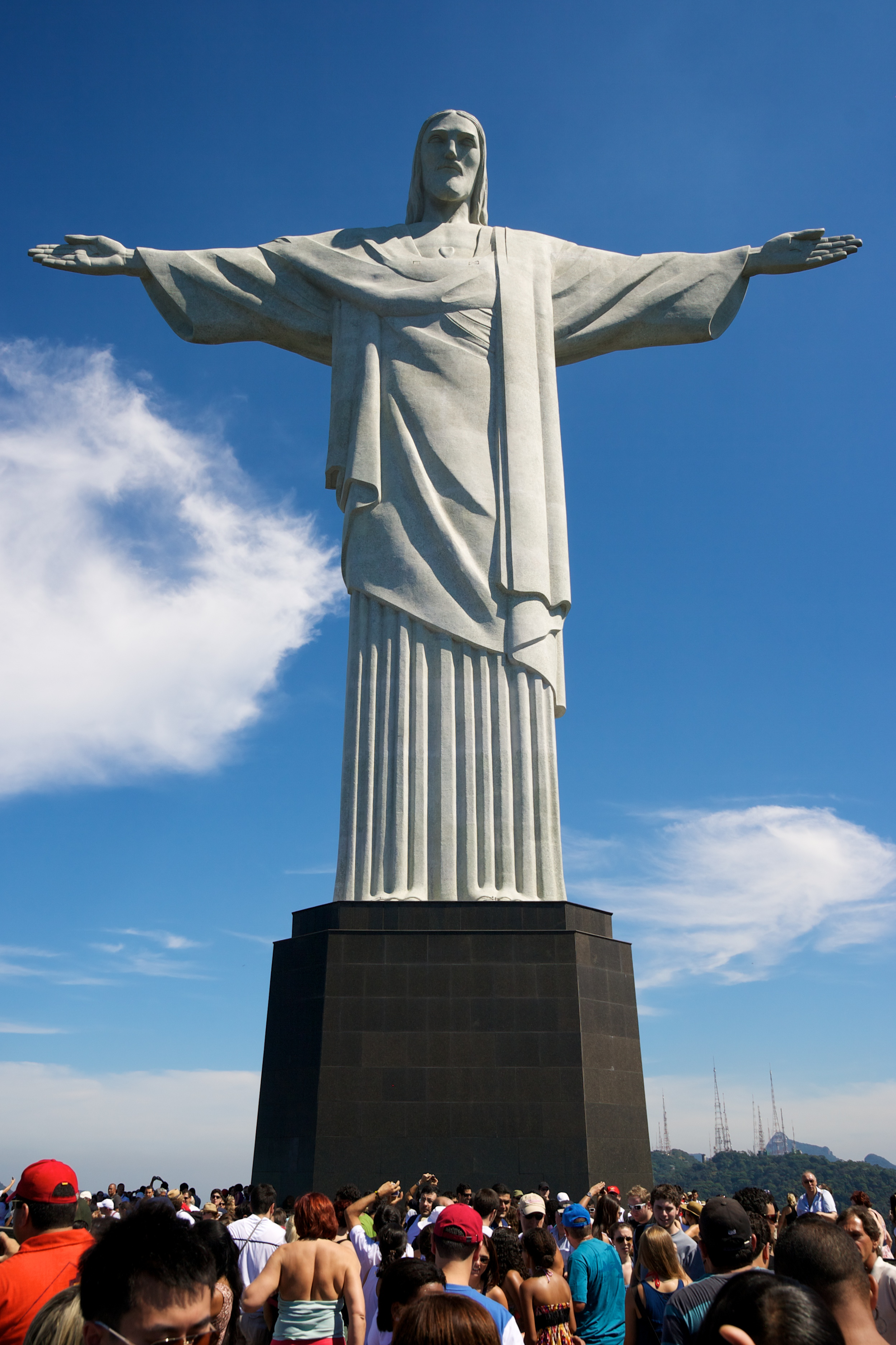
Статуя Христа-Спасителя на горі Корковаду висотою 38 м в Ріо-де-Жанейро, одна з найвизначніших пам'яток Бразилії

Згідно з переписом Бразильського інституту географії та статистики (IBGE):
- 73,6 % населення — католики (близько 126 млн).
- 15,4 % — протестанти (близько 25 млн).
- 7.4 % населення вважають себе атеїстами або агностиками.
- 1,3 % — спіритуалісти.
- 1,8 % — прихильники інших релігій. У тому числі мормони (900 тис.), свідки Єгови (600 тис.), буддисти (215 тис.), сейсо-но-іє (151 тис.), юдаїсти (230 тис.) та мусульмани (27 тис.)[26].
- 0.3 % — прихильники традиційних африканських релігій, таких як кандомбле, макуба та умбанда.
- Деякі сповідують суміш різних релігій, наприклад католицизму, кандомбле та індіанських релігій.

Бразилія має найбільше число католиків у світі. Проте, число протестантів зараз зростає. Рахуючи їх разом з католиками, Бразилія займає друге місце за числом християн у світі після США. До 1970 року більшість бразильських протестантів належали до «традиційних церков», здебільшого це були лютерани, пресвітеріани та баптисти, але протягом останніх десятиліть значно зросли число п'ятдесятників та представників деяких інших конфесій.
Іслам в Бразилії традиційно практикувався деякими африканськими рабами. Сьогодні, мусульманське населення в Бразилії складається здебільшого з арабських іммігрантів, хоча в іслам переходить і деяке число громадян не арабського походження.

### Спорт

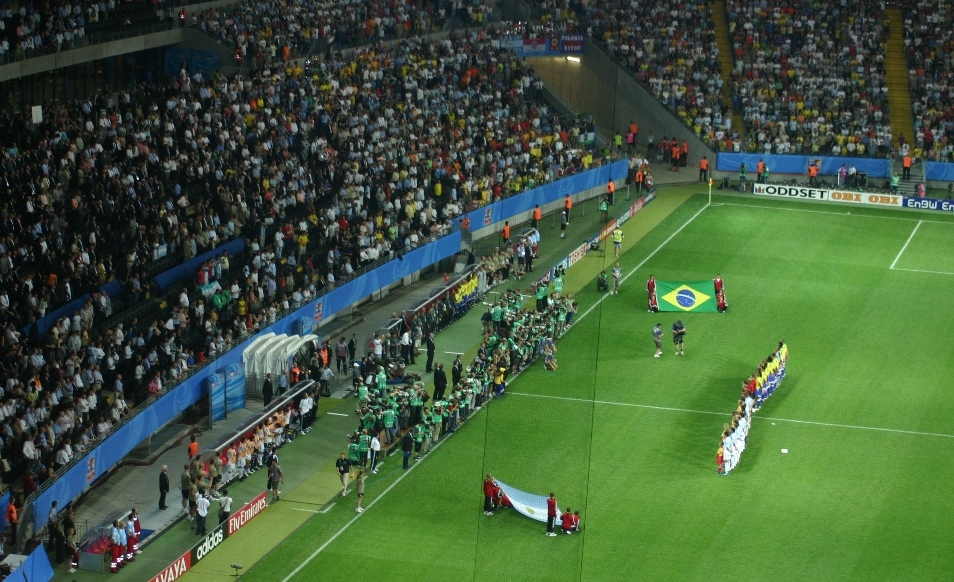
Збірні Бразилії та Аргентини на кубку Конфедерації 2005 року

Найпопулярніший вид спорту в Бразилії — футбол, країна знаменита на весь світ своїми гравцями, такими як Роналду, Пеле, Жаржіньо, Рівеліно, Ромаріо, Зіко, Карлос Альберто, Рівалдо, Роберто Карлос, Гаррінча, Кака і Рональдіньо. Бразильська національна збірна ставала чемпіоном світу рекордні п'ять разів, а також перемагала у Кубку конфедерацій чотири рази: у 1997, 2005, 2009 та 2013 роках.
Бразилія також добилася успіхів в інших видах спорту, переважно волейболі, баскетболі, тенісі, гімнастиці та автоперегонах. Багато видів спорту зародилися в Бразилії, наприклад:
- Пляжний футбол, створений на пляжах Ріо-де-Жанейро.
- Футволей, суміш футболу і волейболу, також на піску.
- Бразильське джіу-джитсу, варіація японського дзюдо.
- Вале-тудо, вид боротьби.
- Капоейра, військове мистецтво африканської спадщини.
- Бірібол, водна варіація волейболу